# Új-Zéland
Új-Zéland (angolul: New Zealand; maoriul: Aotearoa, IPA: [aɔˈtɛaɾɔa]) két nagyobb és számos kisebb szigetből álló ország a Csendes-óceán délnyugati részén. Formailag monarchia, államfője az Egyesült Királyság uralkodója. Földrajzilag a Föld legelszigeteltebb állama: még Ausztráliától is mintegy 1600–2000 km-re fekszik. A másik legközelebbi nagyobb szárazföld délen az Antarktisz. Északon Új-Kaledónia, a Fidzsi-szigetek és Tonga szigetek helyezkednek el viszonylag közel. Területe Magyarország területének majdnem háromszorosa. Mivel igen távol esik minden földrésztől, Új-Zéland a legutolsó nagyobb, emberi letelepedésre alkalmas terület, amit az ember általában – a maorik révén –, majd pedig az európai ember meghódított. A hosszú elszigeteltség miatt Új-Zélandon az állatok és a növények különleges biodiverzitása alakult ki, igen sok endemikus, csak itt élő fajjal. Ezek közül a legismertebbek a különleges madárfajok. Az ország geológiailag rendkívül aktív területen fekszik, az itt húzódó törésvonalak mentén gyakoriak a földrengések és a vulkanikus kitörések.
A polinéziai bevándorlók a 13. század környékén telepedtek le először a szigeten, létrehozva az egyedi maori kultúrát. 1642-ben Abel Janszoon Tasman holland felfedező lett az első európai, aki megpillantotta a szigetet. Hosszú szünet után 1769-ben James Cook brit felfedező hajózott erre, és ő térképezte fel a szigetek fő körvonalait. Ezután európai bálnavadász, fókavadász és kereskedőhajók jártak erre. Elterjesztették a szigeteken a burgonyát és a puskákat, ezek az új ismeretek átalakították a maori társadalmat, súlyosbították a törzsi háborúkat a 19. század elején. 1840-ben a britek és a maorik aláírták a waitangi szerződést, amelynek következményeként Új-Zéland brit gyarmattá vált. A bevándorlók számával együtt szaporodtak a konfliktusok is. A válságokat politikai reformok követték, amelyek során a nők itt kaptak először a világon szavazati jogot.
Az 1930-as évektől már jóléti társadalmat hoztak létre. A második világháború után Új-Zéland csatlakozott Ausztráliához és az Egyesült Államokhoz az ANZUS biztonsági szerződésen keresztül, amelyet később az USA felbontott, mivel Új-Zéland csatlakozott a dél-csendes-óceáni nukleáris fegyvermentes övezetet létrehozó Rarotonga-egyezményhez. Az 1950-es években Új-Zélandon volt a világon a legjobb az életminőség, azonban 20 évvel később a gazdasága kissé lelassult, többek között az Egyesült Királyságnak az Európai Gazdasági Közösségbe való belépése eredményeképpen. Jelentős gazdasági átalakuláson esett át az ország az 1980-as években, amely során a protekcionista gazdálkodást felváltotta a szabadkereskedelmi gazdálkodás. Az egyetlen, domináns exportcikküket, a gyapjút, felváltották a tejtermékek, a hús és a bor. 2015-ben a vezető exportcikk a sűrített tej volt, ezt követte a birka- és kecskehús, a fagyasztott marhahús, a vaj és a nyers fa.
Hivatalos nyelvei az angol, a maori és az új-zélandi jelnyelv.

## Az országnév eredete
Új-Zéland neve a bennszülött maorik nyelvén Aotearoa vagy Aetearoa, melyet A hosszú fehér felhő földjének fordítanak. Az azonban nem ismeretes, hogy az egész szigetet jelölte-e ez a név, vagy csak az Északi-szigetet. A szintén maori nyelvű Niu Tireni elnevezés az angol elnevezésnek felel meg. Az országot lakosai gyakran Aotearoa New Zealand néven említik, ez azonban külföldön szinte teljesen ismeretlen.
A szigetországnak Hendrik Brouwer holland térképész adta 1643-ban hazája, Zeeland (jelentése „Tengerföld”) tartományáról a Nova Zeelandia latin nevet (hollandul Nieuw-Zeeland). Ebből keletkezett angolosan a New Zealand név, bár a mai angol nyelvben a Zealand szó nem a holland tartományt, hanem Dánia legnagyobb szigetét (dán nyelven Sjælland, magyarul „Fókaföld”) jelöli.

## Földrajz

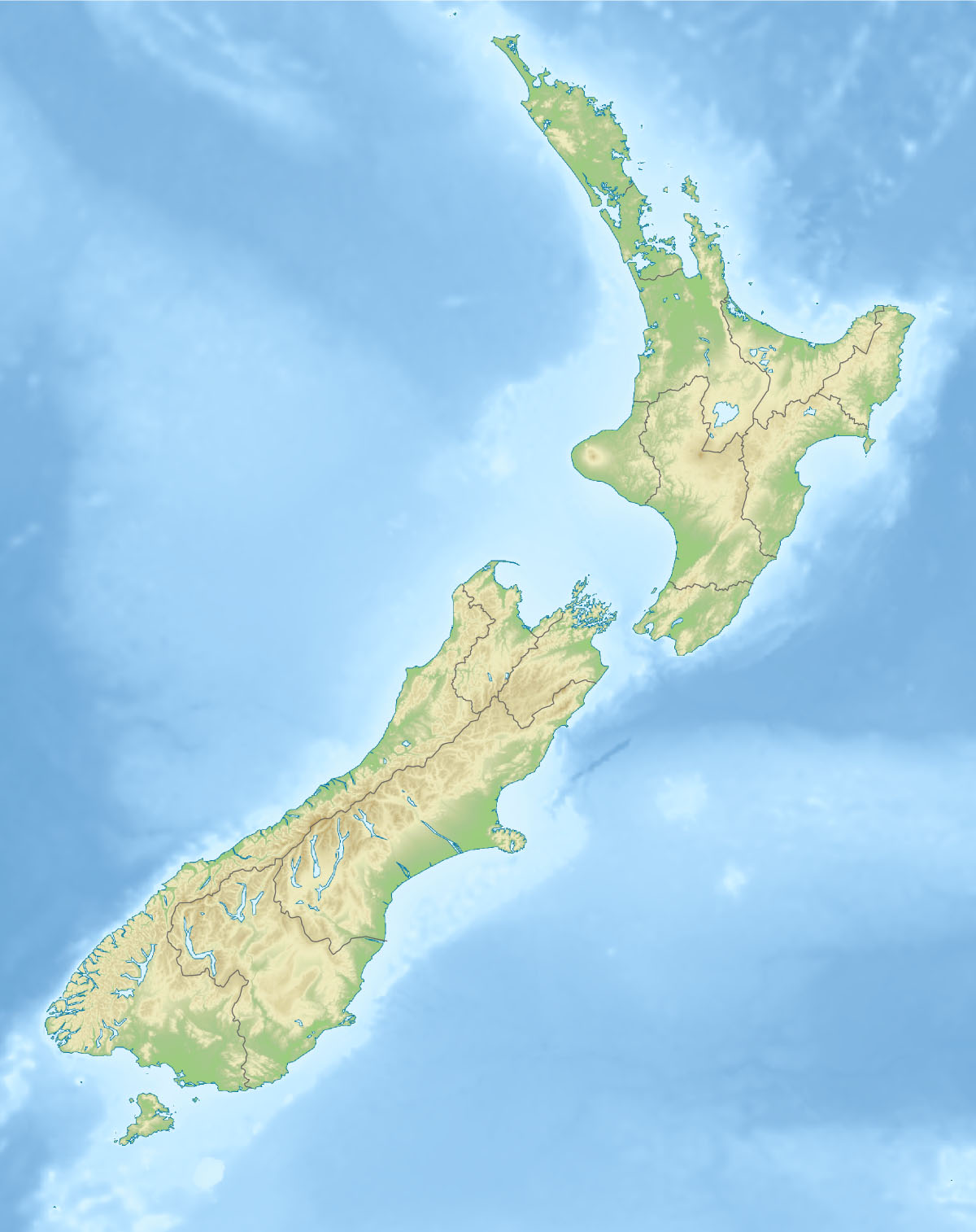
Új-Zéland domborzati térképe

### Domborzat
Az ország két nagy és számos kisebb szigetből áll. A két fő sziget a déli szélesség 34° és 47°-a között található.
A nagyobb kiterjedésű Déli-szigeten hosszában végighúzódik a Déli-Alpok nevű lánchegység, melynek legmagasabb csúcsa (Aoraki/Mount Cook, 3754 méter) egyben az ország legmagasabb pontja is. A vulkanikus szempontból aktívabb Északi-sziget legmagasabb pontja a jelenleg is aktívnak számító Ruapehu tűzhányó csúcsa (2797 méter).
Új-Zéland földrajzi értelemben a világ leginkább elszigetelt országa. A legközelebbi nagyobb szárazföld Ausztrália, amelynek keleti partja Új-Zélandtól 2000 km távolságra északnyugatra található. Déli irányban az Antarktisz, északra Fidzsi-szigetek, Tonga és Új-Kaledónia a legközelebbi szárazföld.
Geológiai értelemben a szigetek az ausztráliai és a csendes-óceáni lemezek összeütközésének következtében emelkedtek ki az óceánból. A két kéreglemez mozgásának köszönhetően Új-Zéland területe szeizmikusan jelenleg is igen aktív.

### Éghajlat
Az ország déli részén az óceáni és a hegyvidéki éghajlat uralkodik. Az északi részen szubtrópusi.
Délen, Christchurch városában a középhőmérséklet télen 3-12 °C, nyáron 12-22 °C. Az Északi-szigeten fekvő Aucklandben télen 9-15 °C, nyáron 12-24 °C.
Új-Zélandon – mivel Földünk déli felén fekszik – az évszakok fordítva vannak, mint Európában, így Magyarországon is. A tél júniusban kezdődik, és egészen októberig eltart, ellenben az Északi-szigeten inkább júliusban kezdődik, de valamivel tovább is tart.

### Élővilág, természetvédelem
Az új-zélandi kontinens körülbelül 80 millió éve kezdett elszakadni a Gondwana őskontinenstől, élővilága azóta földrajzi elszigeteltségben fejlődött. Fizikai elszigeteltségük ellenére a szigeteken gazdag flóra és fauna alakult ki. Az őskontinensről Új-Zélandon ragadt állat- és növényfajok az évmilliók során alkalmazkodtak a szigetek biogeográfiájához, és a világon máshol fel nem lelhető fajokká fejlődtek. Az Új-Zélandon honos szövetes növények 82%-a bennszülött.
Új-Zéland területét az ember megjelenése előtt mintegy 80%-ban erdő borította. Ezek jelentős részét kiirtották a mezőgazdasági hasznosítás érdekében. Gazdaságilag jelentős szubtrópusi rostnövény az új-zélandi kender (Phormium tenax).
Az új-zélandi erdőket egykor madarak uralták. Sok madárfaj, így a kivi, kakapó, veka és takahe mind röpképtelen maradt, mivel a szigeteken nem élt szárazföldi emlős ragadozó, és így nem volt természetes ellenfelük. Az emberek megjelenése, az ezzel járó élőhelyváltozás és az emberek által a szigetre hozott patkányok, menyétfélék és más emlősök felbukkanása több madárfaj, köztük a Haast-féle sas és a moafélék (a valaha élt legnagyobb madár) kihalásához vezetett.

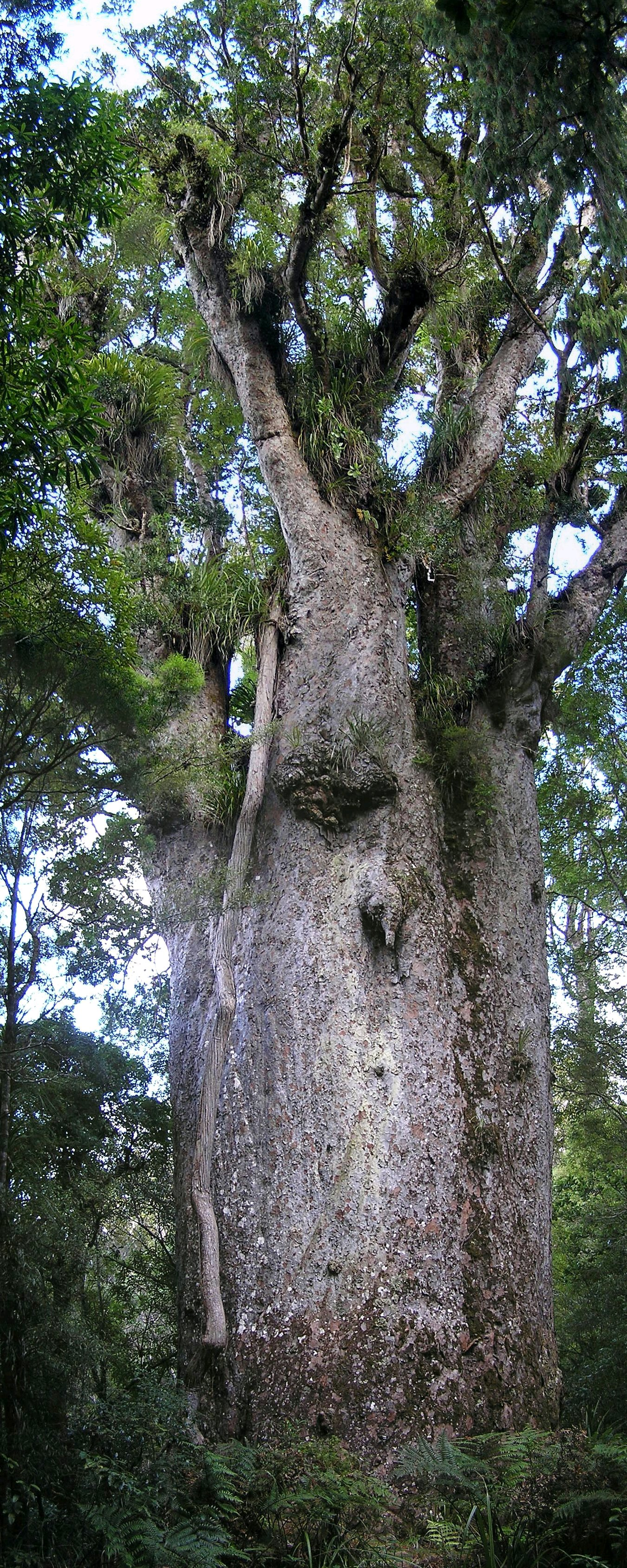
Déli kaurifenyő
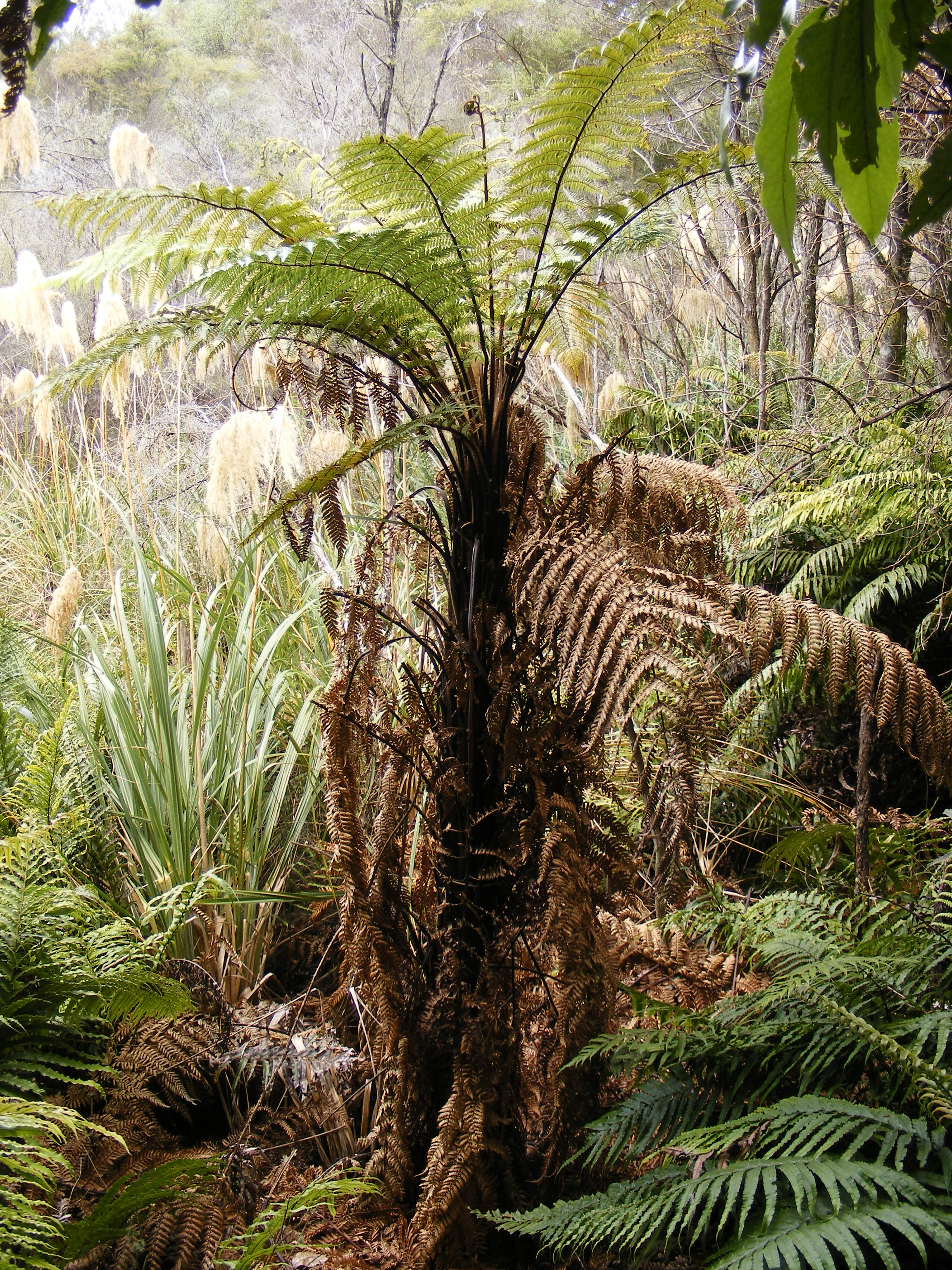
Dicksonia squarrosa
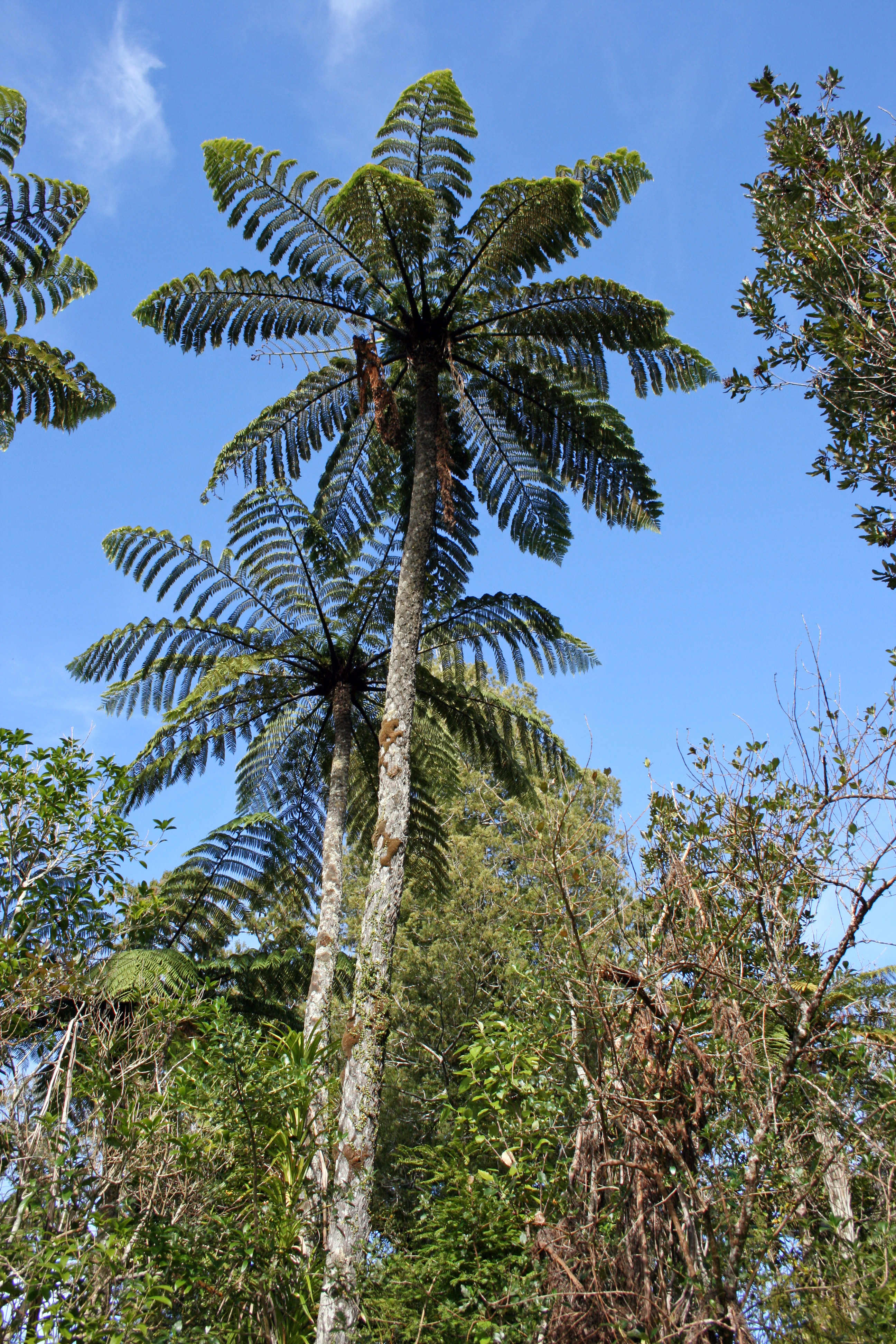
Cyathea medullaris, Serlegpáfrányfélék
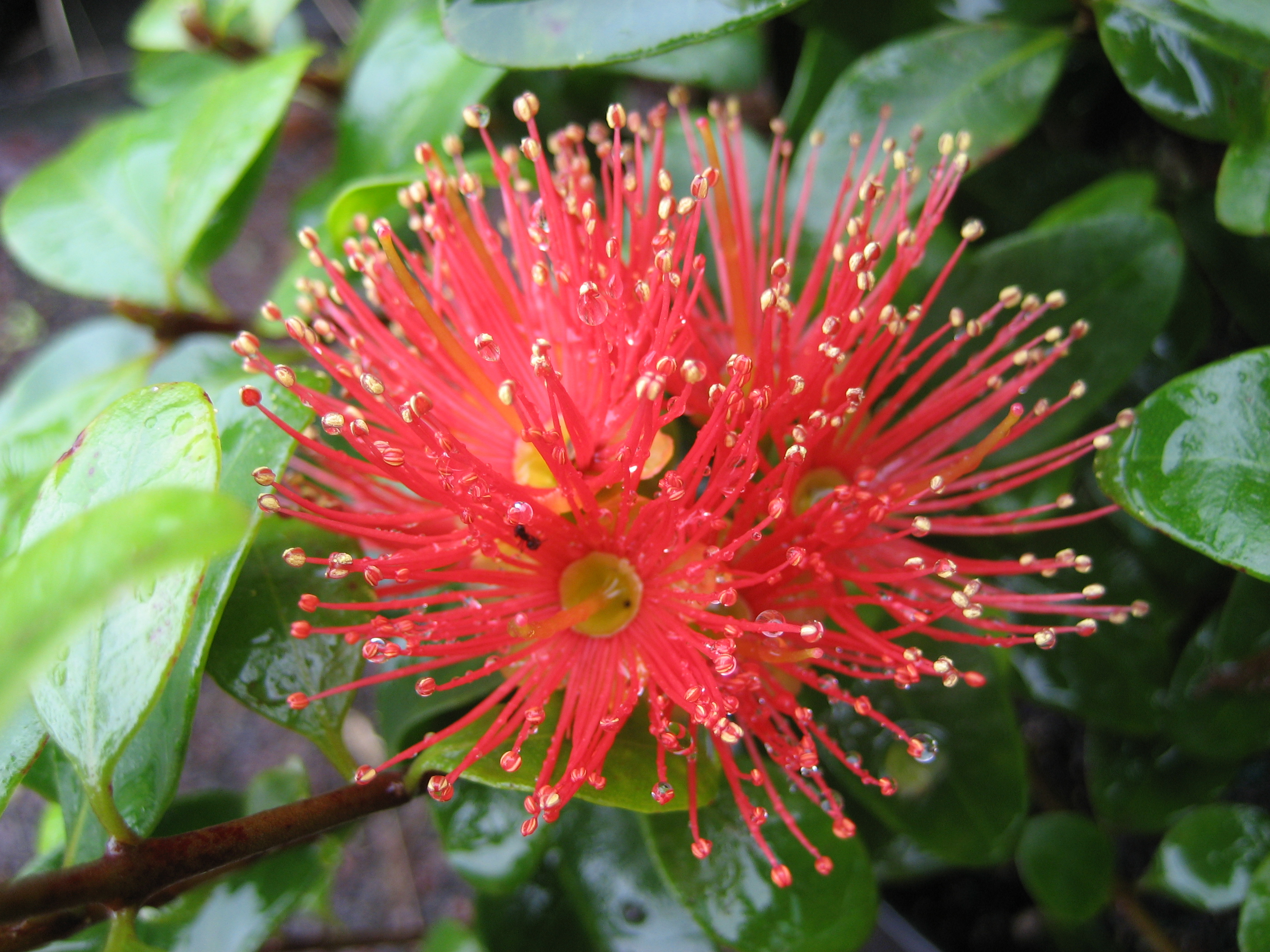
Metrosideros fulgens, Mirtuszfélék
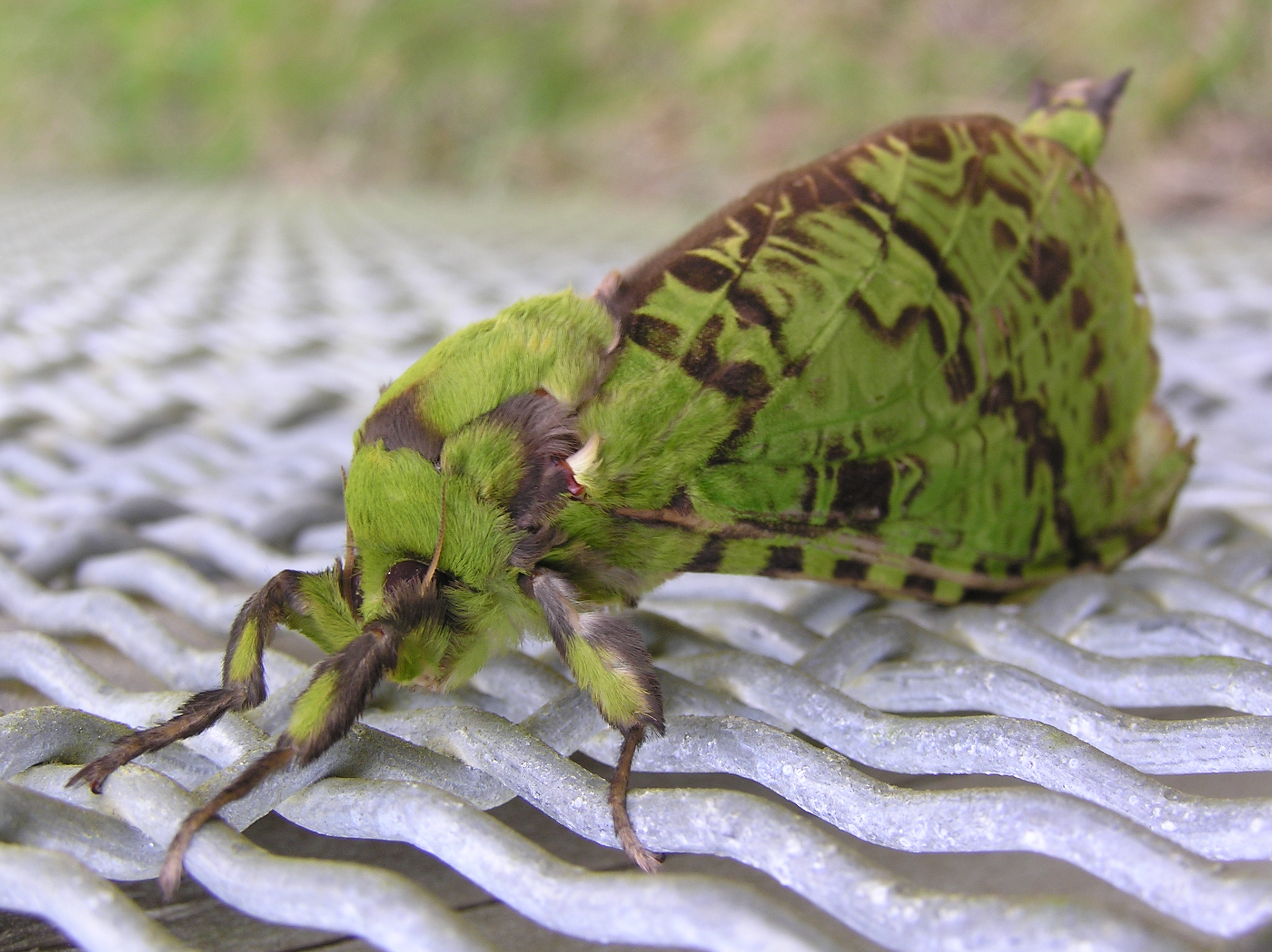
Aenetus virescens
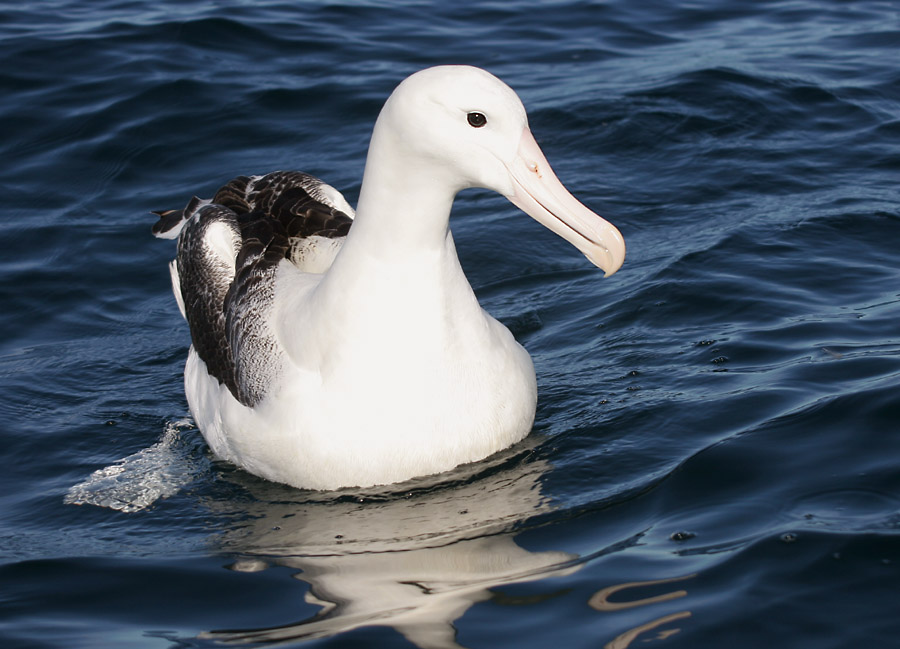
Királyalbatrosz
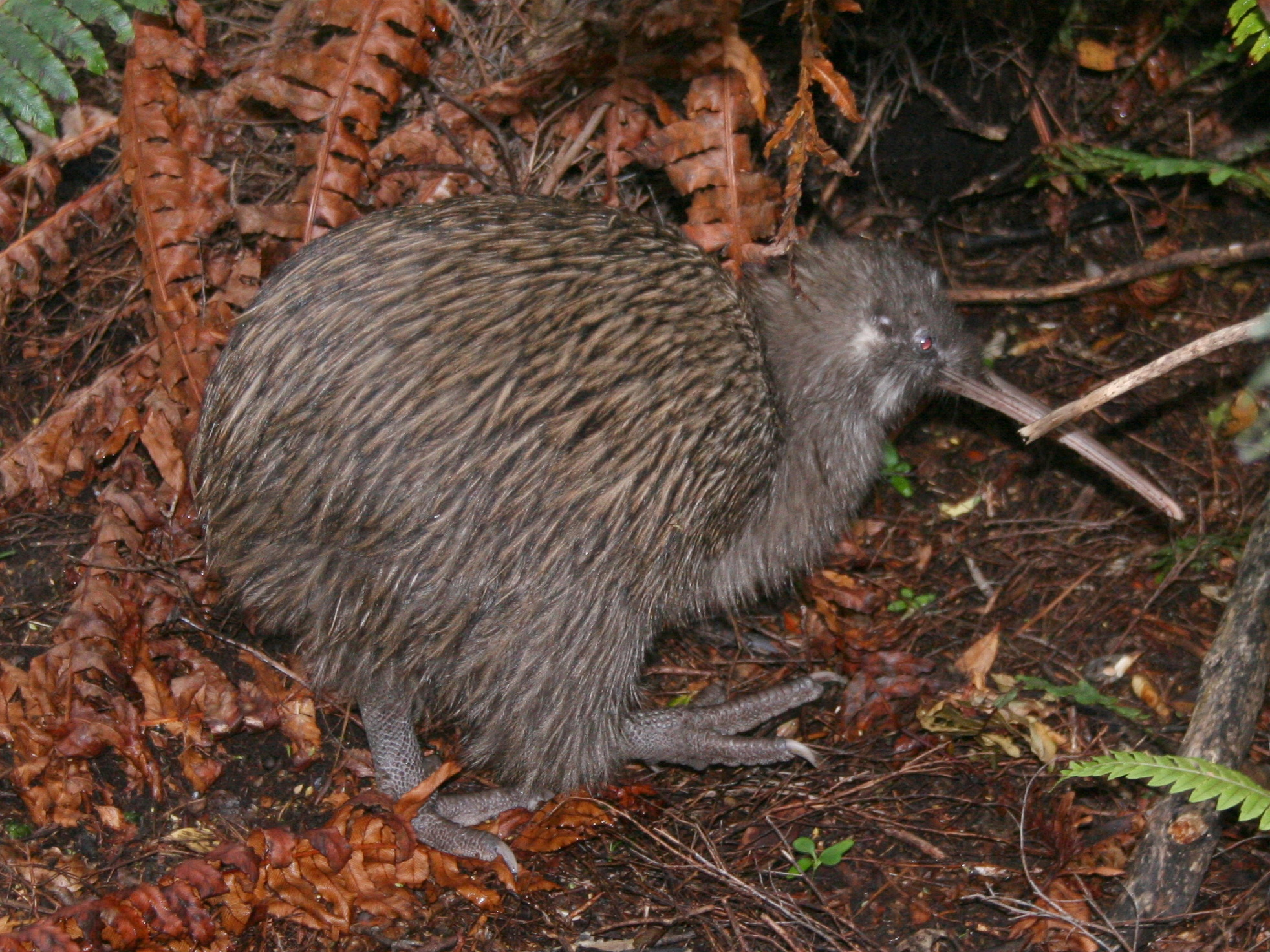
Kivi (Apteryx australis)
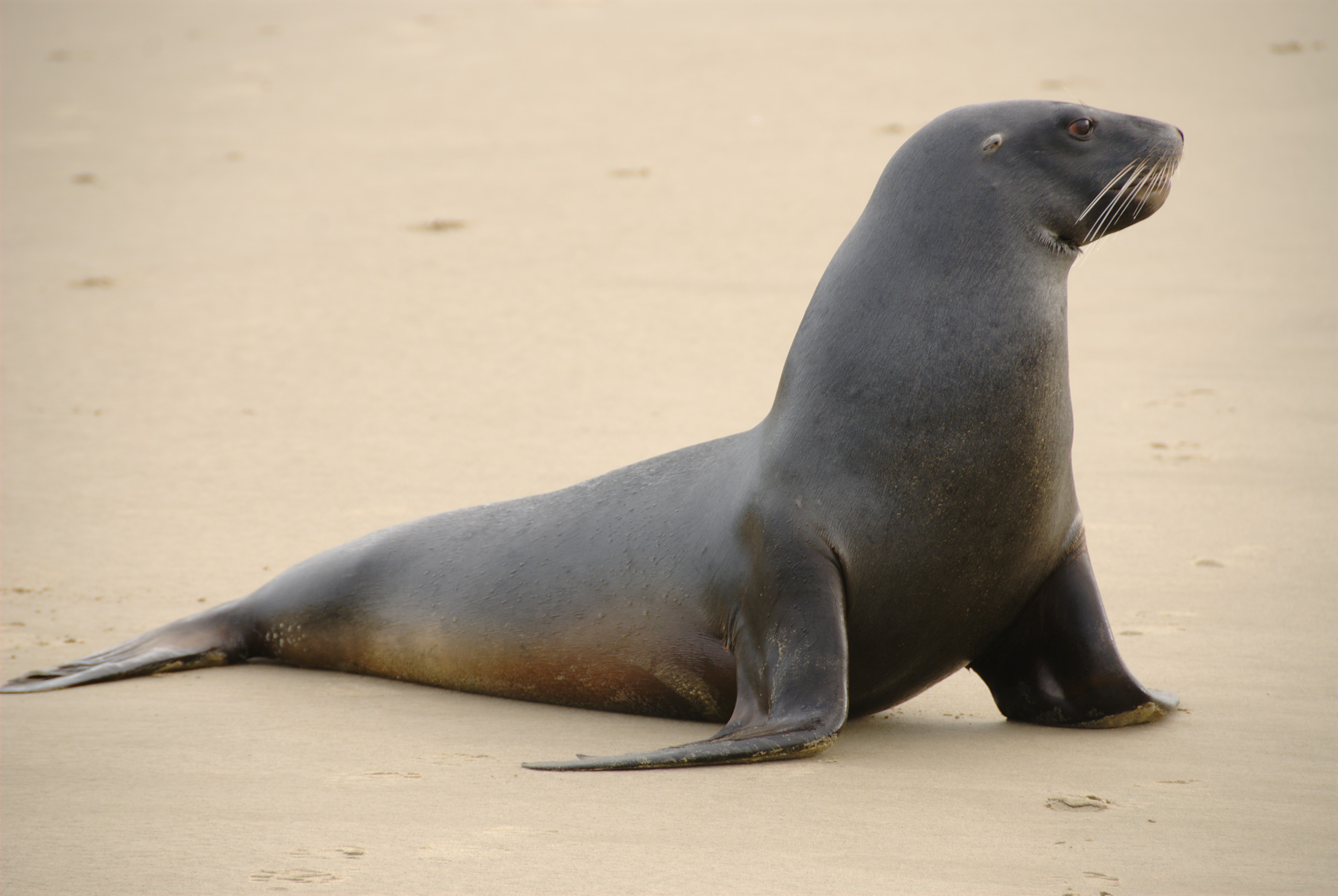
Új-zélandi oroszlánfóka
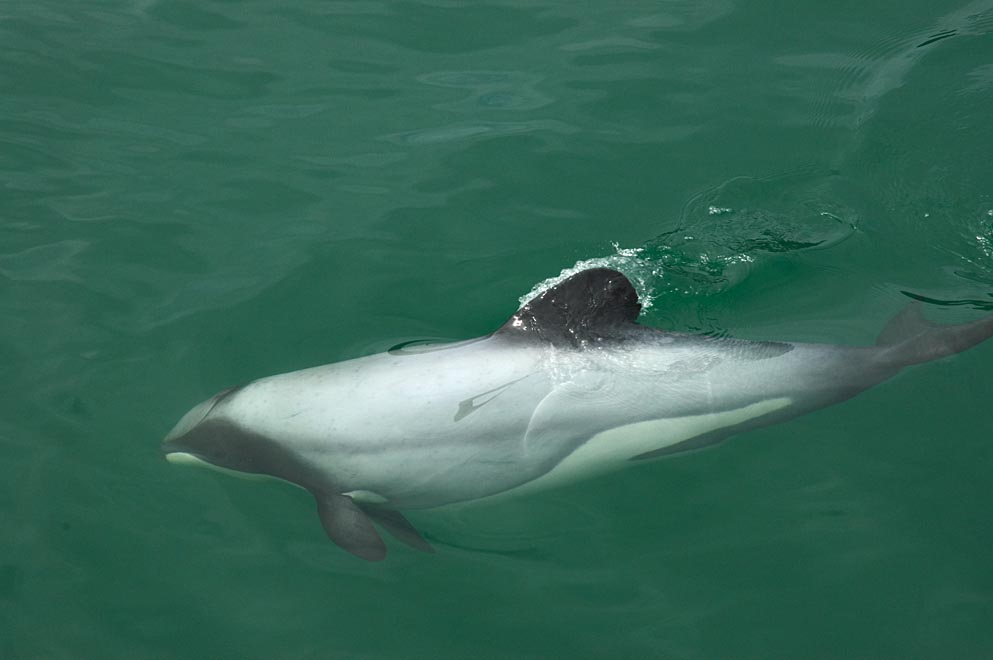
Hector-delfin
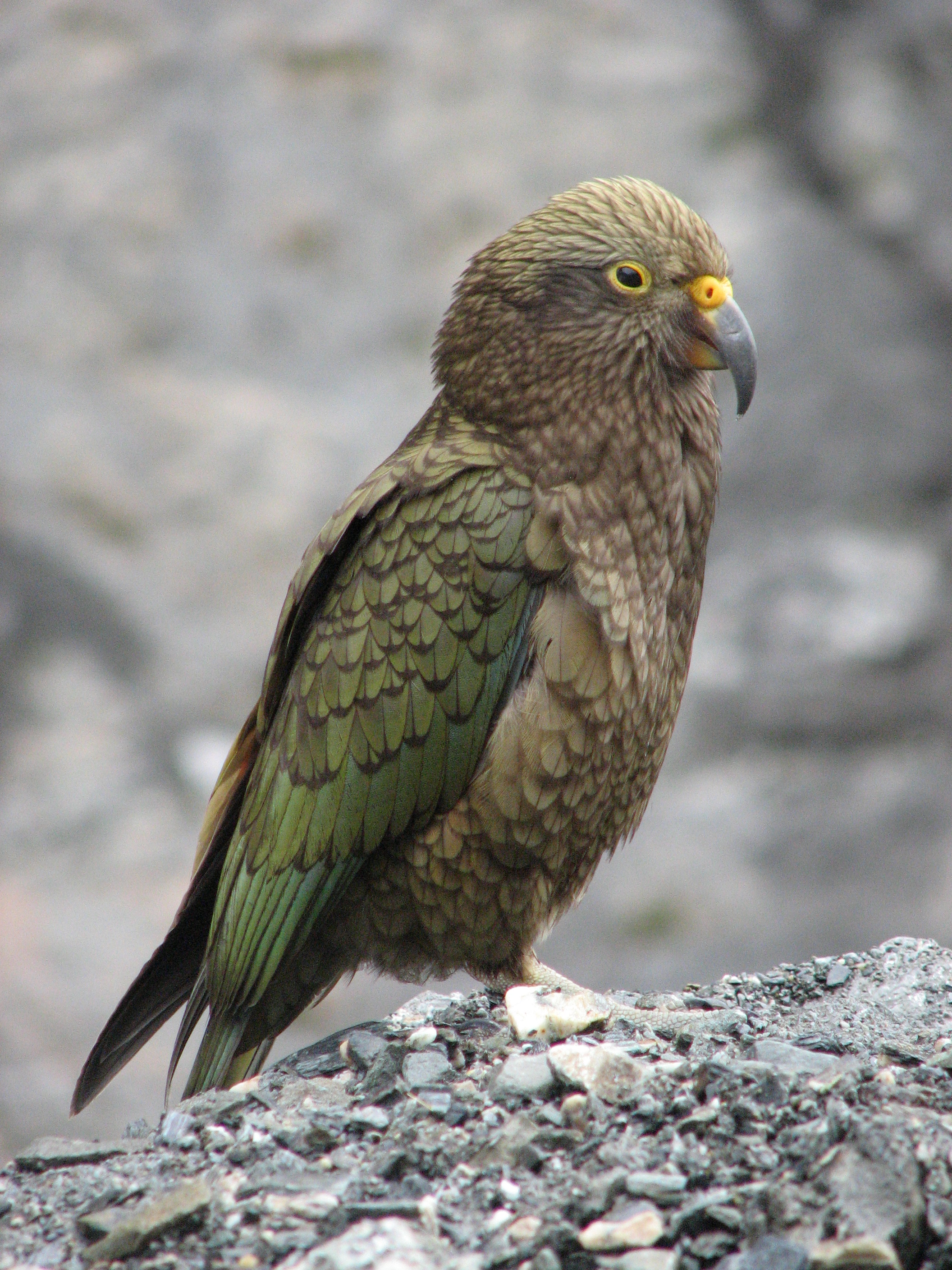
Kea
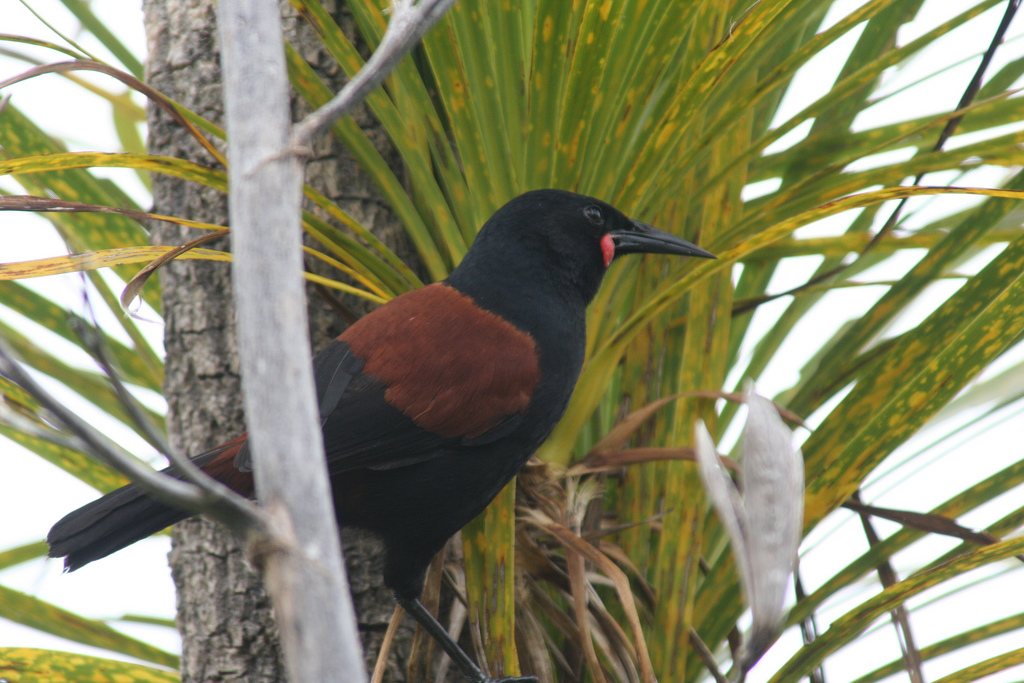
Nyerges madár

#### Nemzeti parkjai
| Neve                           | Elhelyezkedése   | Alapításának éve | Területe (km²) |
| ------------------------------ | ---------------- | ---------------- | -------------- |
| Tongariro Nemzeti Park         | Északi-sziget    | 1887             | 786,51         |
| Egmont Nemzeti Park            | Északi-sziget    | 1900             | 335,34         |
| Te-Urewera Nemzeti Park        | Északi-sziget    | 1954             | 2126,72        |
| Whanganui Nemzeti Park         | Északi-sziget    | 1986             | 742,31         |
| Fiordland Nemzeti Park         | Déli-sziget      | 1952             | 12 570         |
| Aoraki/Mount Cook Nemzeti Park | Déli-sziget      | 1953             | 706,96         |
| Westland Nemzeti Park          | Déli-sziget      | 1960             | 1175,47        |
| Mount Aspiring Nemzeti Park    | Déli-sziget      | 1964             | 3555,43        |
| Arthur's Pass Nemzeti Park     | Déli-sziget      | 1929             | 1145           |
| Abel Tasman Nemzeti Park       | Déli-sziget      | 1942             | 225,30         |
| Nelson Lakes Nemzeti Park      | Déli-sziget      | 1956             | 1020           |
| Paparoa Nemzeti Park           | Déli-sziget      | 1987             | 300            |
| Rakiura Nemzeti Park           | Stewart-szigetek | 2002             | 1500           |

#### Természeti világörökségei

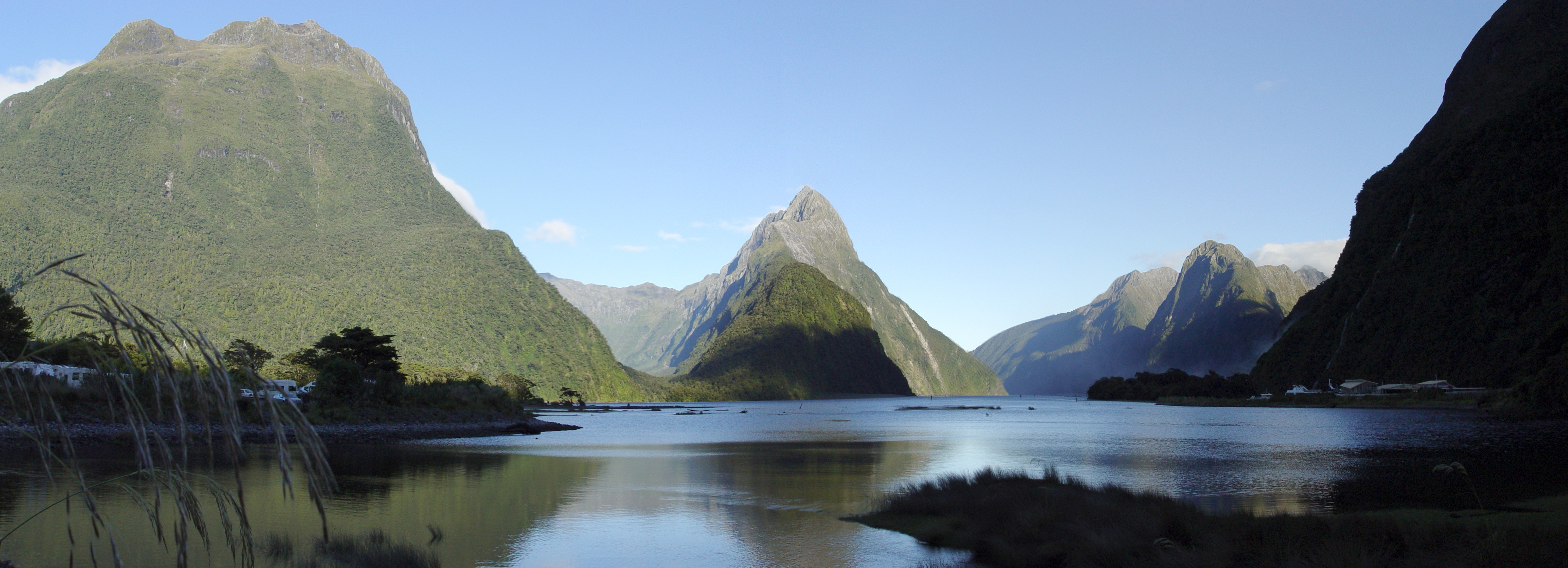
Milford Sound a Fjordland Nemzeti Parkban

Az országnak a Földön elfoglalt különleges helyzete miatt három táj is felkerült az UNESCO világörökség listájára:
- Te Wahipounamu Nemzeti Parkok – Új-Zéland délnyugati részén több különálló nemzeti park:
  - Westland Nemzeti Park,
  - Mount Cook Nemzeti Park,
  - Mount Aspiring Nemzeti Park,
  - Fjordland Nemzeti Park.
- Tongariro Nemzeti Park a Tongariro vulkán körül.
- Új-Zéland szub-antarktikus szigetei (öt szigetcsoport: Snares-sziget, Bounty-szigetek, Antipode-szigetek, Auckland-szigetek és Campbell-sziget)

## Története

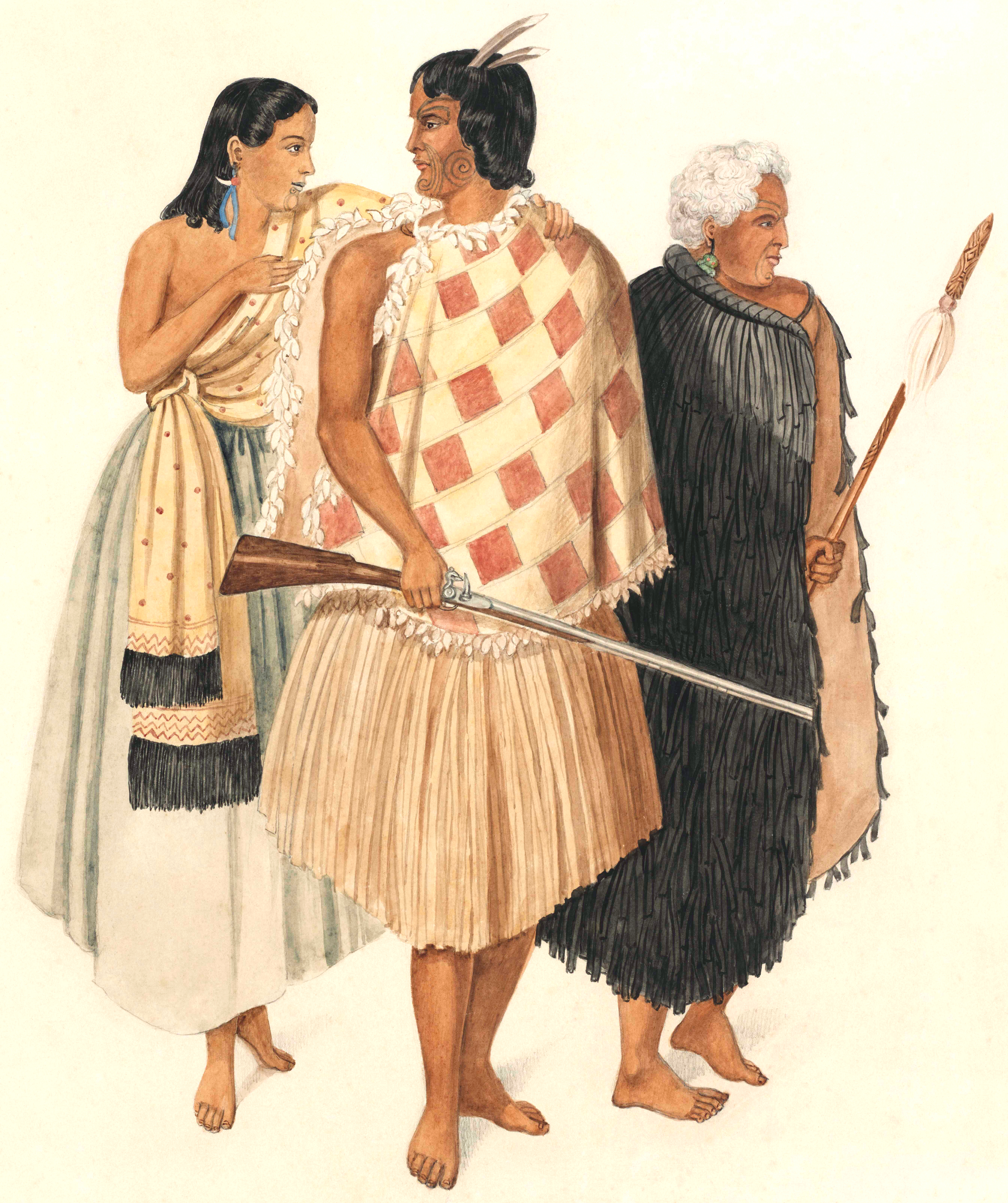
Maori őslakosok a 19. század közepéből

Új-Zéland egyike Földünk legkésőbb benépesült szárazföldjeinek. Első lakosai Polinéziából vándoroltak be a 13. században, ők hozták létre a maori kultúrát.
A kettős szigetet az európaiak számára 1642-ben fedezte fel Abel Janszoon Tasman holland hajós, de a következő európai utazó, James Cook csak 1769-ben érkezett oda. Ő első világ körüli útja során részletesen feltérképezte a szigetek partvonalait.
Az európaiak bevándorlása 1839-ben, a Brit Új-Zéland Társaság megalakítása után indult meg. 1840-ben kötötték meg a britek a maori törzsfőkkel a waitangi szerződést, amelynek révén Új-Zéland a brit gyarmatbirodalom részévé vált, és lehetőség nyílt az európaiak földfoglalásaira. Az európai telepesek 1856-ban alakítottak először kormányt.

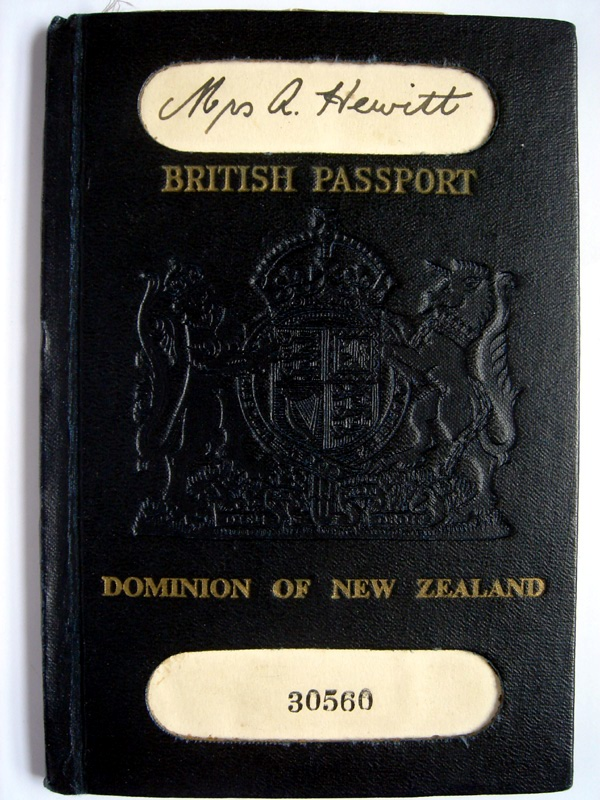
1949 előtti, új-zélandiak számára kibocsátott brit útlevél (British Passport) az Egyesült Királyság címerével és alatta Dominion of New Zealand felirattal. 1949. január 1-ig Új-Zéland lakói brit alattvalók voltak.

Új-Zéland 1907-ben lett önkormányzattal rendelkező domínium. 1931 decemberében vált a Brit Nemzetközösség egyenrangú tagjává, ezt azonban az ország parlamentje csak 1947. november 25-én ratifikálta (Statute of Westminster Adoption Act 1947), ekkortól tekinthető az ország független államnak. Új-Záland lakói 1949. január 1-ig brit alattvalóknak (British subject) számítottak, az önálló új-zélandi állampolgárságot csak az ekkor hatályba lépő törvény teremtette meg (British Nationality and New Zealand Citizenship Act 1948).
1945-ben az ENSZ egyik alapító tagja lett.

## Államszervezet és közigazgatás

### Alkotmány, államforma
Új-Zéland alkotmányos monarchia, politikai rendszere parlamentáris demokrácia. Alkotmányos rendszere a korábbi gyarmati hatalom, az Egyesült Királyság westminsteri rendszerén alapul. Új-Zéland egyike a világ mindössze három országának, ahol nincs írott alkotmány. Alkotmányának több eleme van, köztük Új-Zéland törvényei, néhány brit jogszabály (köztük az 1297-ben törvényesített Magna Carta Libertatum), királyi előjogok, bírósági ítéleteken alapuló közjog és alkotmányos elvek. A legalapvetőbb írott elem az 1986-os alkotmányos törvény, amely több korábbi törvényt hangolt össze, lefektette az új-zélandi kormányzat alapjait és meghatározta a három hatalmi ágat. Az új-zélandi alkotmányos rendszeren belül szimbolikus jelentőséggel bír továbbá a brit Korona és maori törzsek közötti 1840-es waitangi szerződés.

### Törvényhozás, végrehajtás, igazságszolgáltatás
Új-Zéland, mint nemzetközösségi királyságnak (Commonwealth realm) az államfője a mindenkori brit uralkodó, jelenleg III. Károly. A királyt a szigeteken a főkormányzó képviseli, akit az uralkodó nevez ki a miniszterelnök javaslata alapján. A főkormányzó élhet a brit korona előjogaival, így felülvizsgálhatja a bírósági ítéleteket ha törvénytelenséget vél felfedezni és ő nevezi ki a minisztereket, nagyköveteket és több más fontos közszemélyt. Kivételes esetekben a főkormányzó feloszlathatja az ország parlamentjét és megtagadhatja a törvények uralkodó általi szentesítését. Az uralkodó és főkormányzó hatalmát az alkotmány korlátozza, és azokat a legtöbb esetben nem gyakorolhatják az ország minisztereinek tanácsai és javaslata mellőzésével.

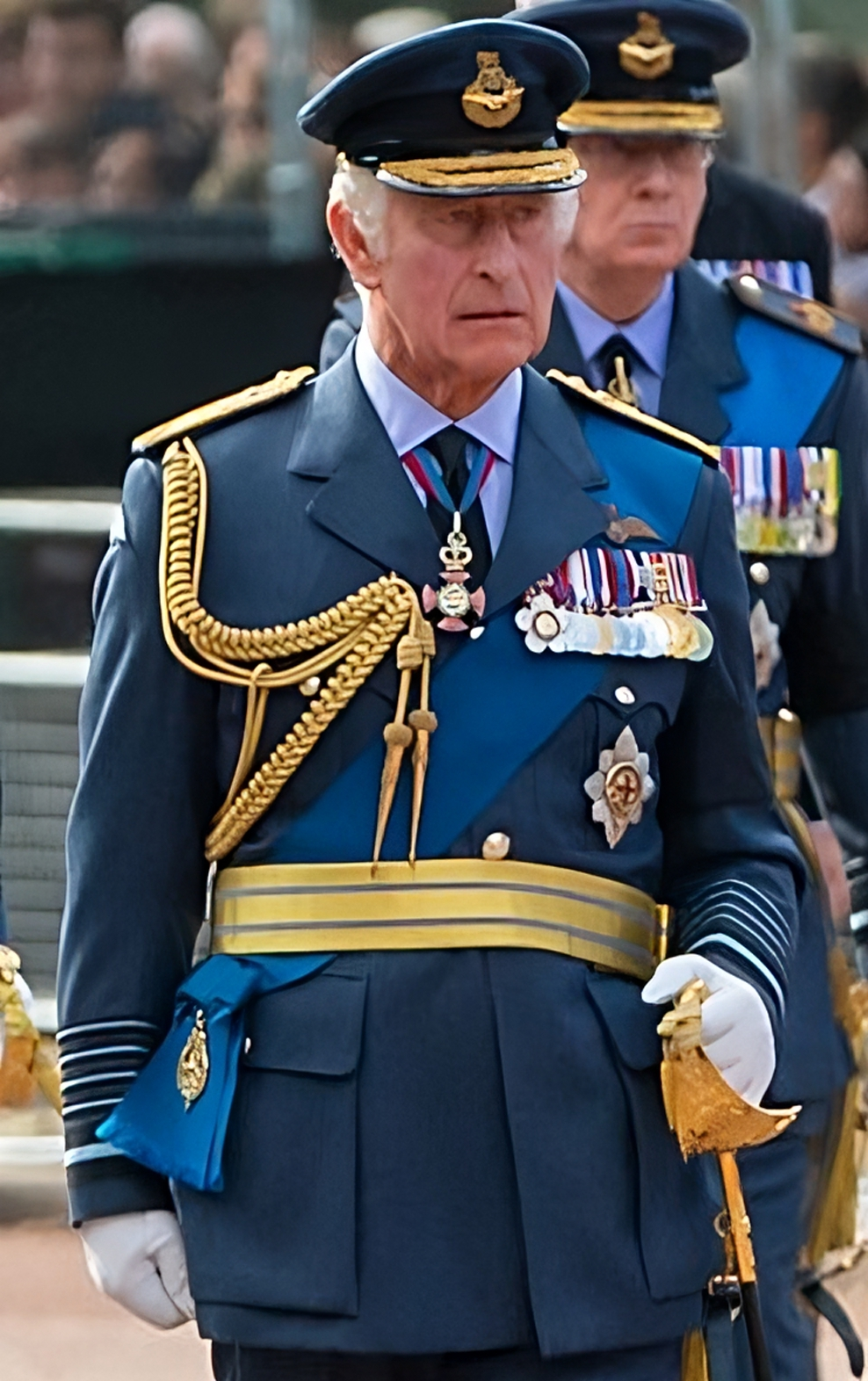
III. Károly, 2022 óta Új-Zéland királya
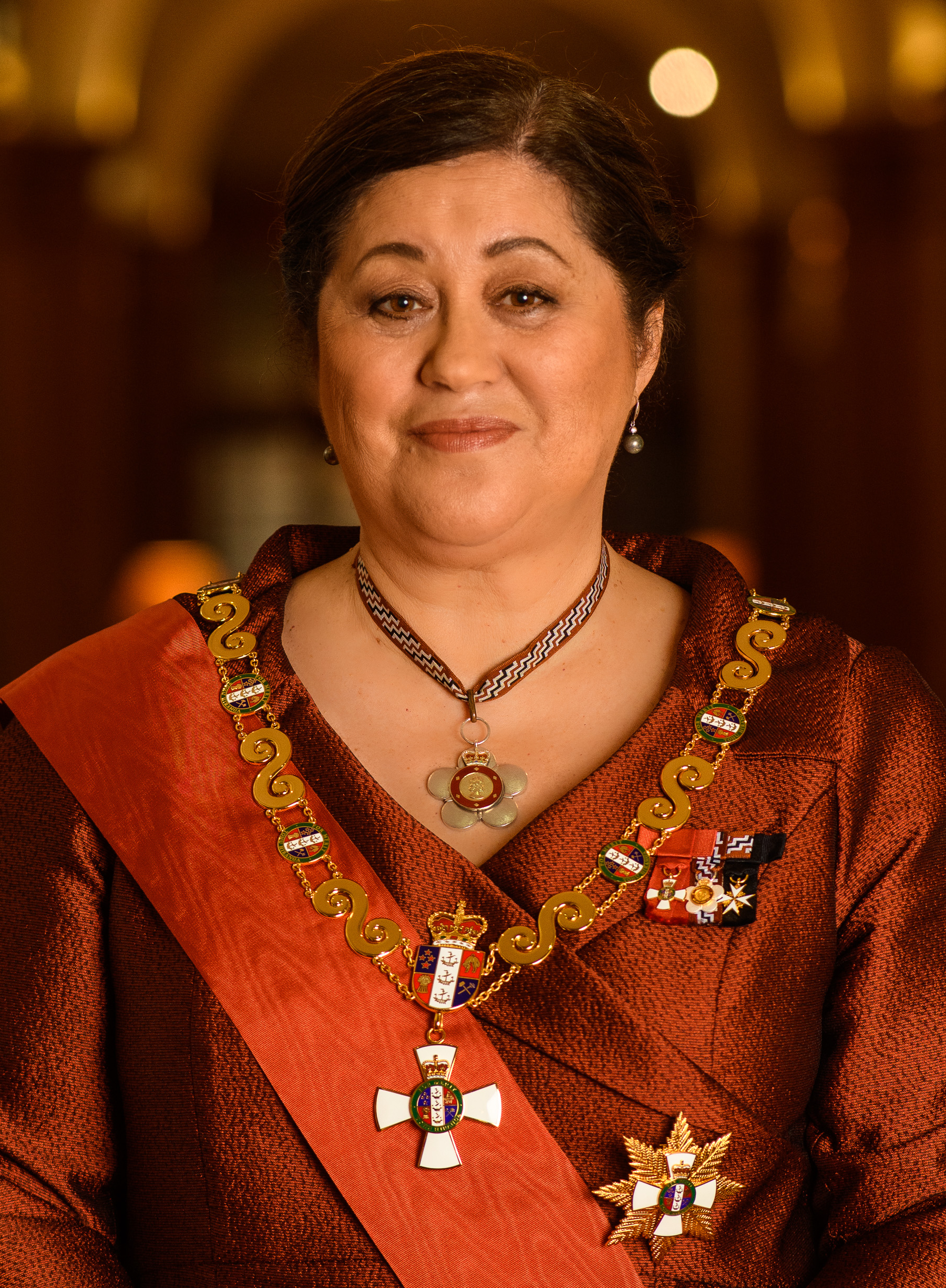
Cindy Kiro, Új-Zéland főkormányzója 2021 óta
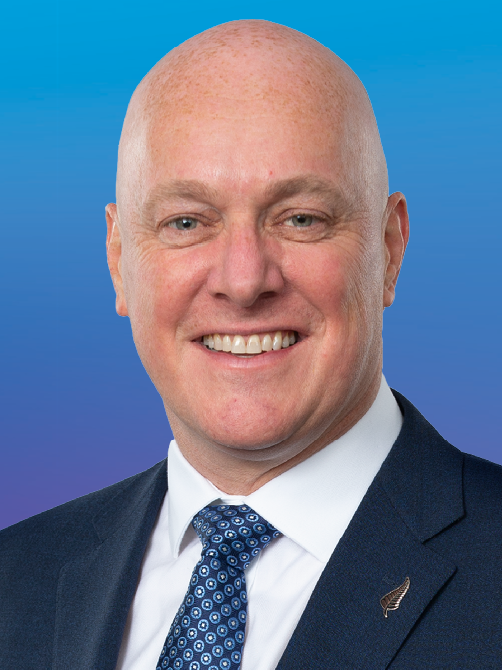
Christopher Luxon, Új-Zéland miniszterelnöke 2023 óta
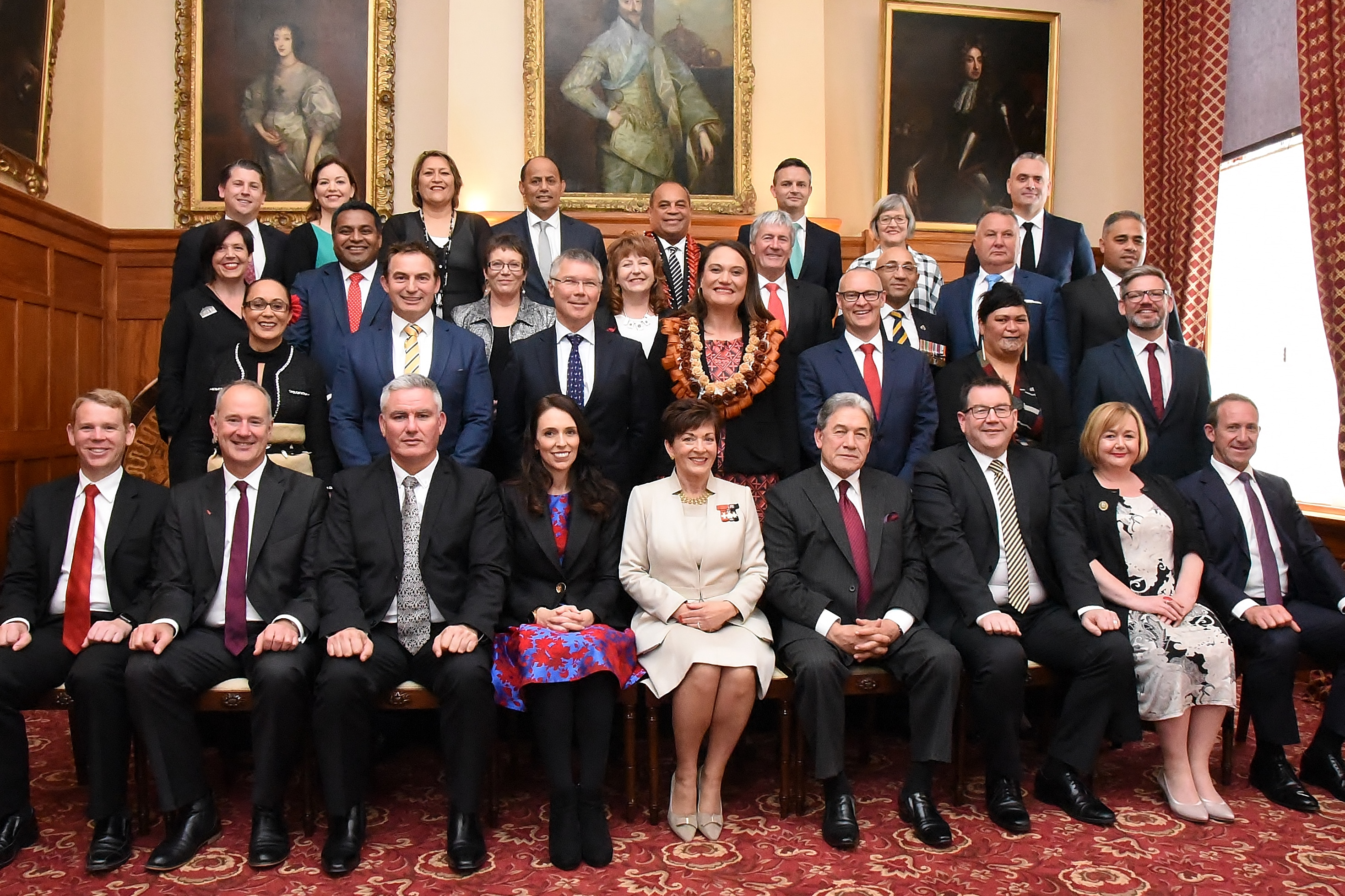
Új-Zéland jelenlegi kormánya, a háttérben, a falon angol uralkodók portréi függenek
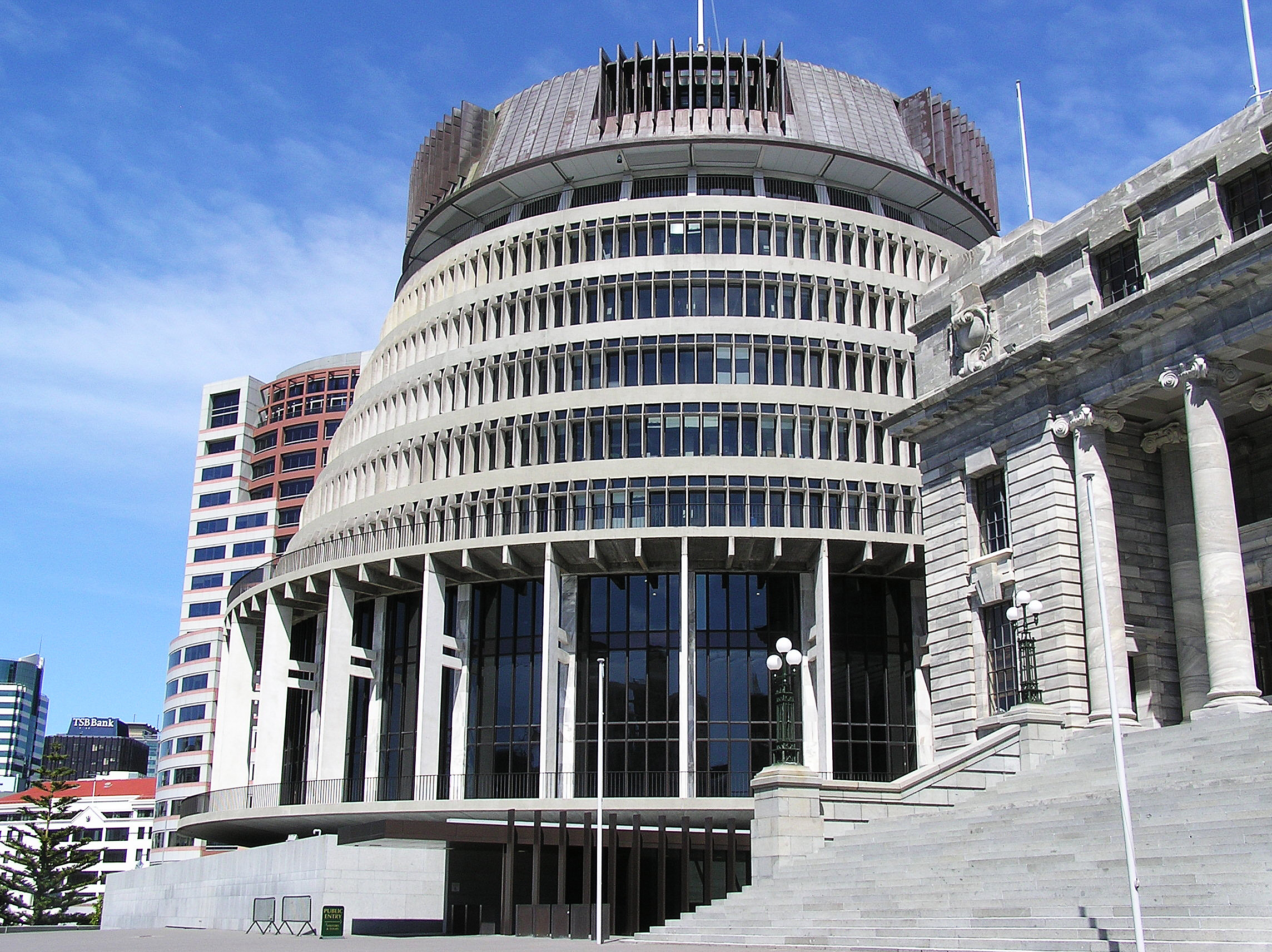
A Parlament épülete Wellingtonban

Törvényhozó hatalommal az új-zélandi parlament bír, amely a mindenkori uralkodóból és a képviselőházból áll. 1950-ig Új-Zéland parlamentje kétkamarás volt, a felsőház szerepét a törvényhozó tanács töltötte be, ennek tanácsosait nem választották, azokat a főkormányzó nevezte ki. A parlament elsőbbségét a Korona és más kormányzati szervek felett az Egyesült Királyság 1689-es jogok nyilatkozata mondta ki, amely Új-Zéland törvényeinek részét is képezi.
A parlamenti képviselőket háromévente választják. 1853 és 1993 között Új-Zéland egymandátumos relatív többségi szavazási rendszert (first-past-the-post/single-member plurality) használt, az 1996-os választásokkal kezdődően a vegyes arányos képviseleti rendszerre váltott (Magyarország is hasonló választási rendszert használt a rendszerváltástól a 2010-es választásokkal befejeződően). Az új választási rendszer alapján minden szavazónak két szavazata van: az egyik szavazatot egy egyéni képviselőjelöltre, a másikat egy pártlistára adhatja. A 2014-es választások óta a parlamentnek 120 képviselője van, ebből 71 van választva egyéni választókerületekben (7 mandátum maori képviselőknek van fenntartva) és 49 országos pártlistáról. Nem szerezhet mandátumot az a pártlista, amely a pártlistákra leadott összes érvényes szavazat legalább öt százalékát nem érte el.
A végrehajtó hatalom az új-zélandi kormányé, amelyet a parlamentben legtöbb mandátummal rendelkező párt vagy pártkoalíció alkot. Ha egy párt vagy koalíció nem rendelkezik parlamenti többséggel, kisebbségi kormány alakulhat a parlament többi pártjának támogatásával, bizalmi szavazáson keresztül. A kormány tagjai a Korona miniszterei, akiket a főkormányzó nevez ki a miniszterelnök javaslata alapján. A kormány élén a miniszterelnök áll, aki általában a kormánypárt vagy kormánykoalíció vezetője. A kormány Új-Zéland legfelsőbb politikai döntéshozó szerve. A kormányt alkotó miniszterelnök és miniszterek az úgynevezett végrehajtó tanács tagjai is, amely a főkormányzó felelős tanácsadó szerve állami és alkotmányos ügyekben. A végrehajtó tanácsnak olyan miniszterek vagy államtitkárok is tagjai lehetnek, akik nem a kormány tagjai.
Új-Zélandon az igazságszolgáltatást a legfelsőbb bíróság, a fellebbviteli bíróság, a felső bíróság és a körzeti bíróságok gyakorolják. Az igazságszolgáltatás élén a legfelsőbb bíró áll. A legfelsőbb bíróság a jelentős közérdekkel vagy kereskedelmi kihatással járó ügyek fellebbezéseit bírálja el, ezenfelül eljár szignifikáns vélt törvényteleségek esetén és a Waitangi szerződést érintő fontosabb ügyekben. Mind a legfelsőbb bíró, mind a többi bíró kinevezését szigorú feltételek szabályozzák. Politikai függetlenségüket megőrizendő a bírókat a főkormányzó nevezi ki az igazságügyminiszter javaslata alapján, aki szokásokhoz híven javaslata előtt nem tanácskozik sem a miniszterelnökkel, sem a kormány többi tagjával.

### Politikai pártok
Új-zélandi politikai életét az 1930-as évek óta két párt, a Munkáspárt és a Nemzeti Párt dominálják. A Munkáspártot 1916-ban balközép, a Nemzeti Pártot 1936-ban jobbközép pártként alapították. Az országban 1996-ig—amikor Új-Zéland vegyes arányos képviseleti rendszerre váltott—de facto kétpártrendszer volt, ám azóta a kisebb pártoknak is nagyobb esélye van a parlamenti bejutásra. Sőt, mi több, 1996 óta egyetlen párt sem tudott egyedül kormányt alakítani, így koalíciós kormányzás lett az új-zélandi sztenderd.
A legutóbbi, 2017 szeptemberében tartott parlamenti választások során öt párt, a Nemzeti Párt, Munkáspárt, Új-Zéland az Első párt, Zöld Párt és ACT Új-Zéland párt szerzett elég szavazatot ahhoz, hogy bejusson a parlamentbe. A választások után a Munkáspárt és Új-Zéland az Első kötött koalíciót a Zöld Párt koalíción kívüli támogatásával.

### Közigazgatási beosztás
Új-Zéland erősen központosított ország, a közigazgatási beosztást és a területi önkormányzatok (általában meglehetősen korlátozott) hatásköreit a központi kormányzat határozza meg. A helyi kormányzat kétszintű: a felső szintet 1989 óta 16 regionális tanács (regional council) alkotja, ezek környezetvédelmi, belbiztonsági és közlekedési ügyekben bírnak önálló hatáskörrel. A jelenlegi regionális tanácsok közül négy – Gisborne, Marlborough, Nelson, Tasman – egyben a hierarchikus beosztás alsóbb szintjét jelentő területi hatóság (territorial authority) is; csakúgy, mint a kevesebb mint 800 fő által lakott Chatham-szigetek.
A területi beosztás alsó szintjét a 67 területi hatóság adja. Ezek határai nem minden esetben egyeznek a régióhatárokkal, így nem egy hierarchikusan egymásra épülő rendszer épült ki. A területi hatóságok hagyományosan különböző státusszal bírnak, melyeket korábban megyéknek és városoknak (counties, cities) neveztek. Mai két típusuk a kerületek (district), melyekből jelenleg ötvenhárom van az országban, illetve a városok (city), melyekből tizenkettő található; a maradék kettő a helyi közigazgatási jogokkal is rendelkező Aucklandi régió az Auckland Council, az aucklandi tanács vezetése alatt, valamint a különleges státusszal rendelkező Chatham-szigetek.
Új-Zéland területéhez tartoznak különböző távoli szigetek is, amelyek nem részei egyetlen, a fent említett beosztásnak sem. Ezeket statisztikai okokból viszont besorolják az Északi- vagy a Déli-szigethez: így a Kermadec-szigetek az Északi-, a többi sziget és sziget-csoport (Antipodes-szigetek, Auckland-szigetek, Campbell-, Three Kings-, Snares-, Solander- és Bounty-sziget) a Déli-szigethez tartozik. A külbirtokok –  Tokelau-szigetek,  Niue,  Cook-szigetek, valamint az antarktiszi területek, amelyekre Új-Zéland igényt jelentett be – Új-Zélandhoz lazábban kapcsolódó országrészek.
|                           |                         | Régió        | Székhely | Terület (km²) | Lakosság(2) |
| ------------------------- | ----------------------- | ------------ | -------- | ------------- | ----------- |
| 1                         | Northland régió         | Whangarei    | 13 941   | 147 600       |             |
| 2                         | Auckland régió          | Auckland     | 16 140   | 1 316 900     |             |
| 3                         | Waikato régió           | Hamilton     | 25 598   | 381 800       |             |
| 4                         | Bay of Plenty régió     | Tauranga     | 12 447   | 257 600       |             |
| 5                         | Gisborne régió          | Gisborne     | 8351     | 44 900        |             |
| 6                         | Taranaki régió          | Stratford    | 7273     | 105 500       |             |
| 7                         | Manawatu-Wanganui régió | Wanganui     | 22 215   | 227 100       |             |
| 8                         | Hawke’s Bay régió       | Napier       | 14 164   | 149 100       |             |
| 9                         | Wellington régió        | Wellington   | 8124     | 456 900       |             |
| 10                        | Marlborough régió       | Blenheim     | 12 484   | 42 300        |             |
| 11                        | Nelson régió            | Nelson       | 445      | 45 200        |             |
| 12                        | Tasman régió            | Richmond     | 9786     | 45 800        |             |
| 13                        | Canterbury régió        | Christchurch | 45 845   | 520 600       |             |
| 14                        | West Coast régió        | Greymouth    | 23 000   | 30 600        |             |
| 15                        | Otago régió             | Dunedin      | 31 476   | 195 000       |             |
| 16                        | Southland régió         | Invercargill | 30 753   | 93 600        |             |
| (2) 2001-es népszámlálás. |                         |              |          |               |             |

### Védelmi rendszer
Új-Zéland hadereje három haderőnemből, a Szárazföldi Erőből, Királyi Légierőből és a Királyi Haditengerészetből áll. Új-Zéland elhelyezkedése miatt egy közvetlen katonai támadásnak vagy megszállásnak kicsi az esélye, így az országnak nem kell jelentős méretű haderőt fenntartania. Mindazonáltal az új-zélandi hadsereg számos nemzetközi konfliktusban és katonai misszióban vett és vesz részt. Új-Zéland harcolt az első és második világháborúban, előbbiben az antanthatalmak, utóbbiban a szövetségesek oldalán. Küzdött még a vietnámi háborúban, a második búr háborúban, a koreai háborúban, az öbölháborúban és az afganisztáni háborúban. Új-Zéland részese volt továbbá a ciprusi, szomáliai, Bosznia-hercegovinai, angolai, kambodzsai, kelet-timori és Salamon-szigeteki békefenntartó erőknek.

## Népesség

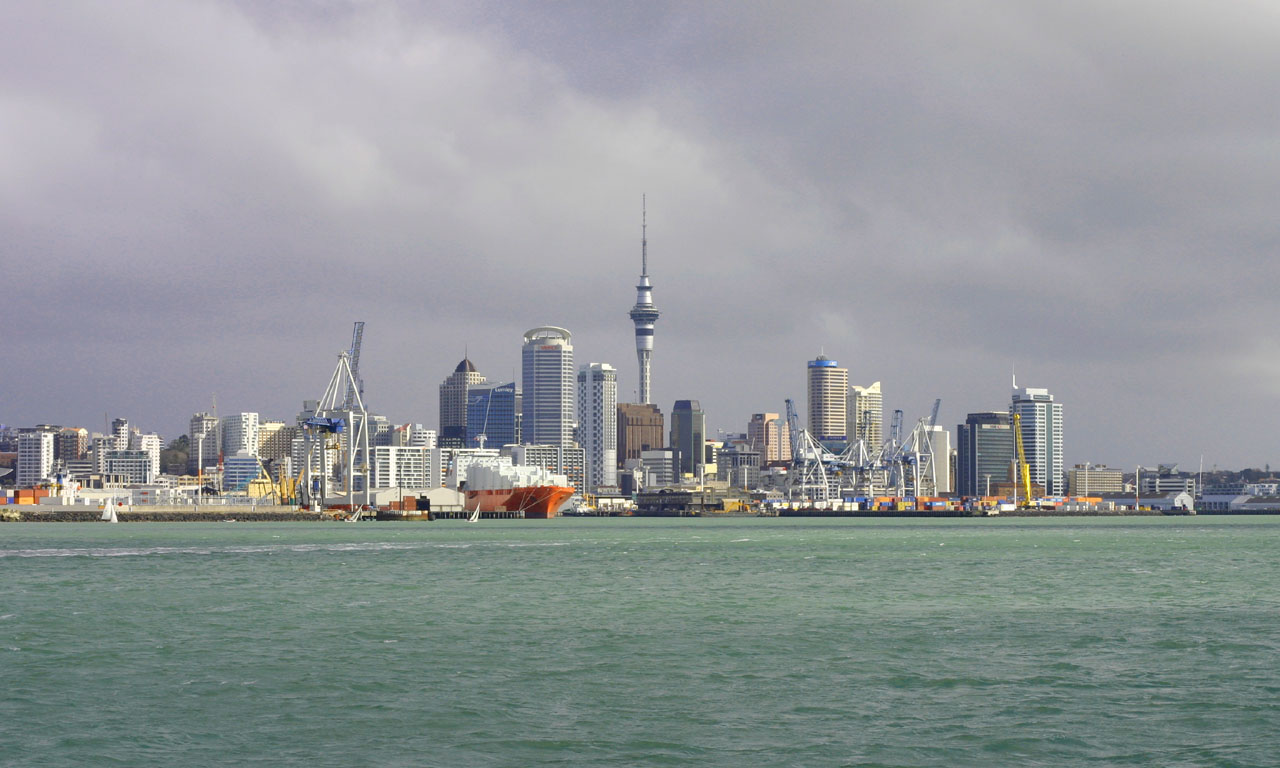
Auckland üzleti központja

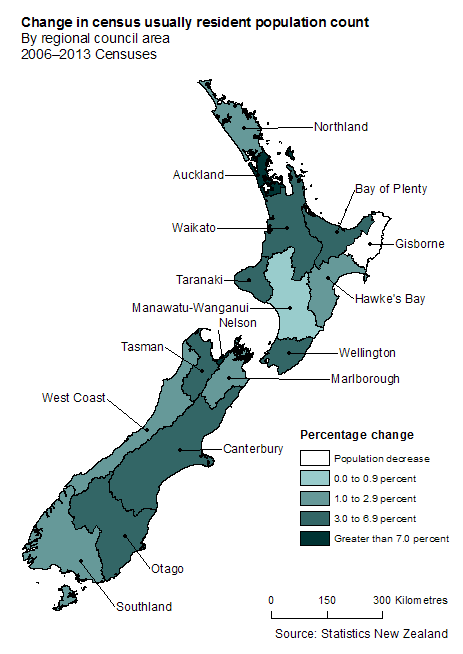
Új-Zéland népsűrűsége 2013-ban

### Általános adatok
Új-Zéland lakossága 2019-ben 4,9 millió fő volt. A népsűrűség alacsony, 18 fő/km².
Több mint 1 millió ember él Aucklandben és környékén. Az ország lakosságának 88%-a városokban él.

### Legnépesebb települések

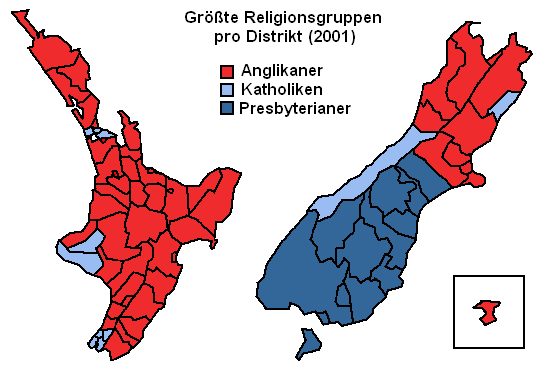
A legjellemzőbb vallás körzetenként

### Népességének változása
| Lakosok száma | 3 516 000 | 3 648 300 | 3 829 200 | 3 916 200 | 4 114 300 | 4 280 300 | 4 399 400 | 4 564 400 | 4 941 200 | 5 118 700 |
|               | 1991      | 1994      | 1998      | 2001      | 2004      | 2008      | 2011      | 2014      | 2018      | 2021      |

### Etnikai, nyelvi, vallási megoszlás
Az ország lakosságának többsége európai leszármazott. Ők elsősorban Nyugat-Európából érkeztek. Napjainkban a bevándorlók legnagyobb része Ázsiából érkezik. Rajtuk kívül még élnek itt maorik és polinézek.
A 2018-as népszámlálás során az új-zélandiak 71,8%-a vallotta magát európai származásúnak (ezen belül 64,1%-a új-zélandi-európai, 1,5%-a angol nemzetiséget jelölt meg). A maorik aránya 16,5% volt. Jelentős az ázsiaiak 15,3%-os (ezen belül a kínaiak 5,3%-os, indiaiak 4,7%-os, filippínók 1,5%-os), valamint  csendes-óceáni népek 9,0%-os (ezen belül a szamoaiak 3,9%-os, a tongaiak 1,8%-os és a cook-szigeteki maorik 1,7%-os) aránya is. Az egyéb nemzetiségek aránya 2,8%.
A magukat magyarnak vallók száma 2018-ban 1638 fő volt.
Magyar közösségi élet:
- Aucklandi Magyar Klub: 123 Rockfield Rd, Penrose Auckland, New Zealand, http://aucklandhungarianclub.org.nz
- Christchurchi Magyar Klub: 11 Hardy Street, New Brighton, Christchurch

A 2018-as népszámlálás eredményei szerint a lakosság 48,2%-a nem vallásos. 37,0% keresztény (ezen belül 10,0% katolikus, 6,7% anglikán, 4,7% presbiteriánus, 1,7% pünkösdista, 1,5% baptista), 2,6% hindu, 1,3% maori vallások követője, 1,3% muszlim és 1,1% buddhista.

## Gazdaság

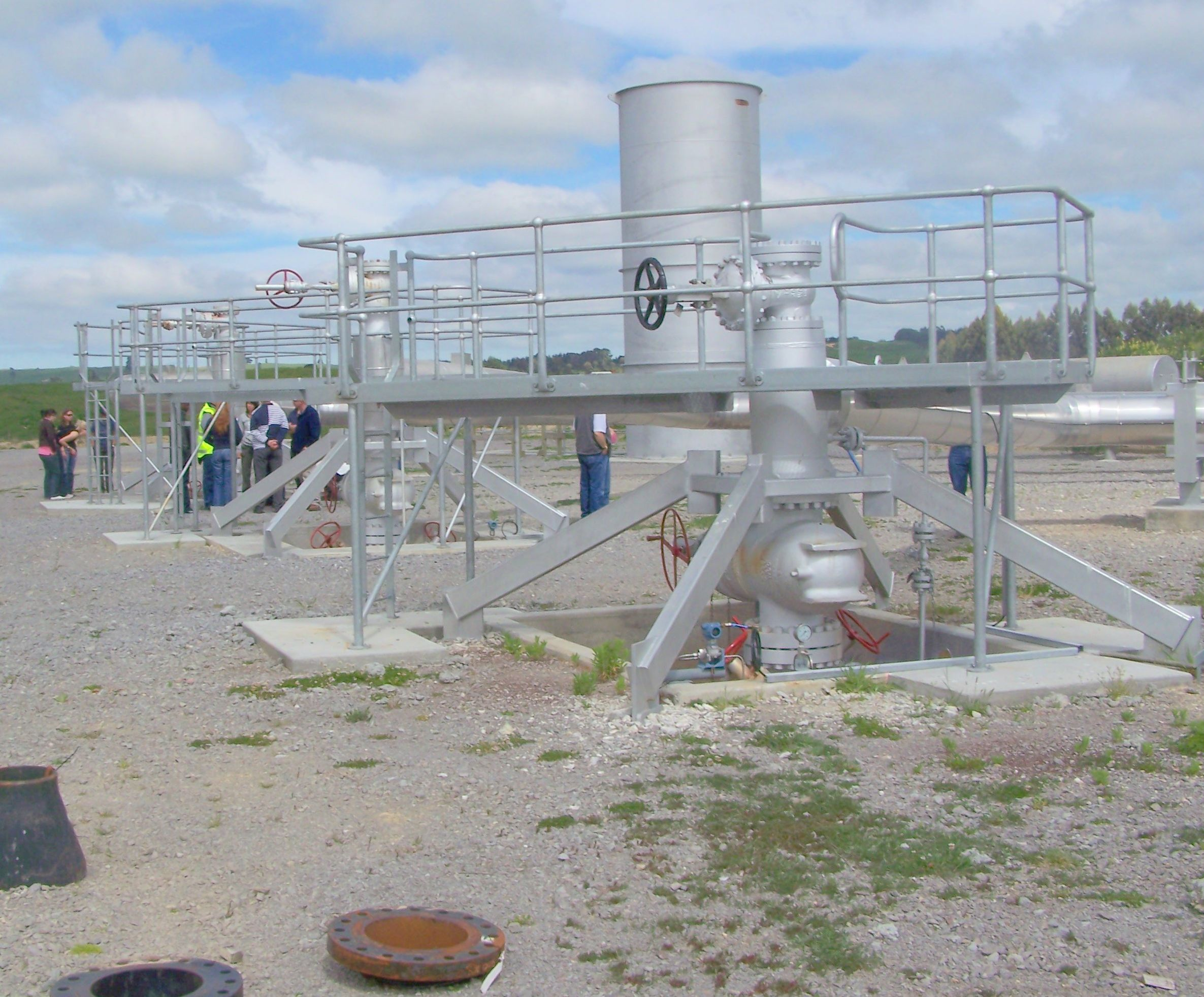
Geotermikus kútfejek

### Általános adatok
Új-Zéland piacgazdaság, az Egyesült Nemzetek Szervezete és a Világbank mérései alapján a világ élvonalába tartozó gazdag, fejlett ország. Tagja a fejlett ipari országokat tömörítő Gazdasági Együttműködési és Fejlesztési Szervezetnek. Az egy főre jutó bruttó hazai terméke vásárlóerő-paritás alapján 2017-ben 38 500 dollár volt, a világ országai között a Nemzetközi Valutaalap adatai alapján a 31.
A 20. század első feléig egy mezőgazdasági, állattenyésztő ország volt, amelynek elsősorban Nagy-Britanniával volt kereskedelmi kapcsolata. Ma Ausztrália, Kína és az USA a legfontosabb kereskedelmi partnerei, és gazdaságában a szolgáltatási szektor a meghatározó.
Az ország modern és virágzó gazdasággal rendelkezik. A turizmus egyre több bevételt hoz az országnak.
- Az 1 főre jutó hazai össztermék (GDP): 30 400 USD (2013-ban).[39]
- Munkanélküliség: 8,5% (2013. 3. negyedév).[40]
- Munkaerő: 2 402 000 fő (2012-ben).
- A nemzeti össztermék (GNP) megoszlása: mezőgazdaság 5%, ipar 24%, szolgáltatások 71% (2013-ban).

### Gazdasági ágazatok

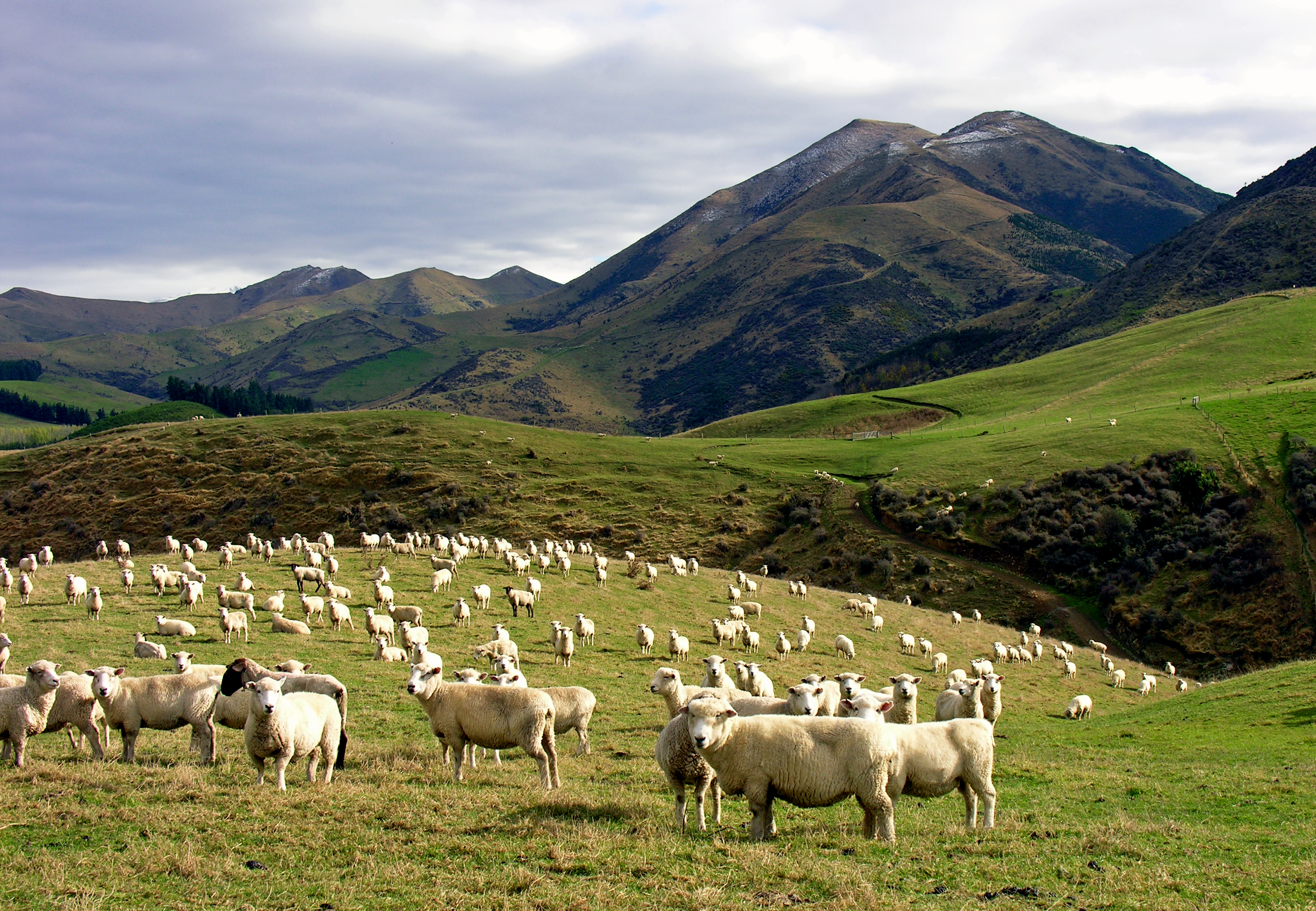
Birkák legelnek egy farmon

#### Mezőgazdaság
Az ország területének 50%-át kitevő legelők mellett az Északi-szigeten citrus-, szőlőültetvények, a nagyvárosok körül pedig zöldségtermelő gazdaságok működnek. Számottevő a halászat is. Kiemelkedő az állattenyésztés, elsősorban a juh és a tejtermelő szarvasmarha-tenyésztés. Jelentős a borászat, az új-zélandi sauvignon blanc-borokat a világ legjobbjai között tartják számon.

#### Ipar
Földje ásványkincsekben szegény (kevés arany, ezüst, feketekőszén, kőolaj, földgáz). A villamos áram 80%-át vízerőművekben, 7%-át geotermikus erőművekben állítják elő. Az ipar főként a mezőgazdaság termékeit dolgozza fel (gyapjú, tej, fa). A nehézipar is fejlődik. Az olcsó villamosenergiára épült alumíniumkohók az ausztrál timföldet dolgozzák fel.

#### Kereskedelem
Új-Zéland gazdasága nagy mértékben a külkereskedelemre épül és attól függ, a gazdaság teljesítményét jelentősen befolyásolja a nemzetközi piacok helyzete és világpiaci nyersanyagárak. A mezőgazdaságon belül például a tejtermékek 95%-a és az egyéb állati eredetű termékek, így főként a hús és gyapjú 90%-a exportra kerül.
Exportjában (kivitel) a legfőbb áruk: tejtermék, hús, gyapjú, fa, hal, gépek. Importjában: gépek és berendezések, járművek, üzemanyag, elektronikai cikkek, textiláruk.
Legfőbb külkereskedelmi partnerek 2017-ben:
- Kivitel:  Kína 22,4%,  Ausztrália 16,4%,  USA 9,9%, Japán 6,1%
- Behozatal:  Kína 19%,  Ausztrália 12,1%,  USA 10,5%, Japán 7,3%, Németország 5,3%

## Közlekedés
Új-Zéland földrajza és népességének eloszlása jelentősen nehezíti a közlekedést. Az Északi-sziget közepén kiterjedt vulkanikus felföld terül el, a Déli-szigetet pedig hegységek, főként a Déli-Alpok vonulata tarkítják. Történelmileg így a legtöbb települést a partok közelében hozták létre, ahol azok könnyebben összeköthetők és megközelíthetők voltak. A lakosság nagy része ma is partmenti városokban él, ami a partmenti közlekedési hálózatot nagy mértékben terheli.
Vasutak kizárólag az Északi-és Déli-szigeten találhatók. A vasúti hálózat hossza 4128 km, ebből 506 km villamosított. A teljes hálózatot tekintve az új-zélandi a világ 44. leghosszabb vasúthálózata. A hálózat teljes hosszában keskeny nyomtávolságú (1067 mm). A világ legdélibb vasúti állomása Új-Zélandon, a Déli-sziget egyik legdélibb városában, Bluffban van, a kikötő melletti tehervasúti állomás.[forrás?]

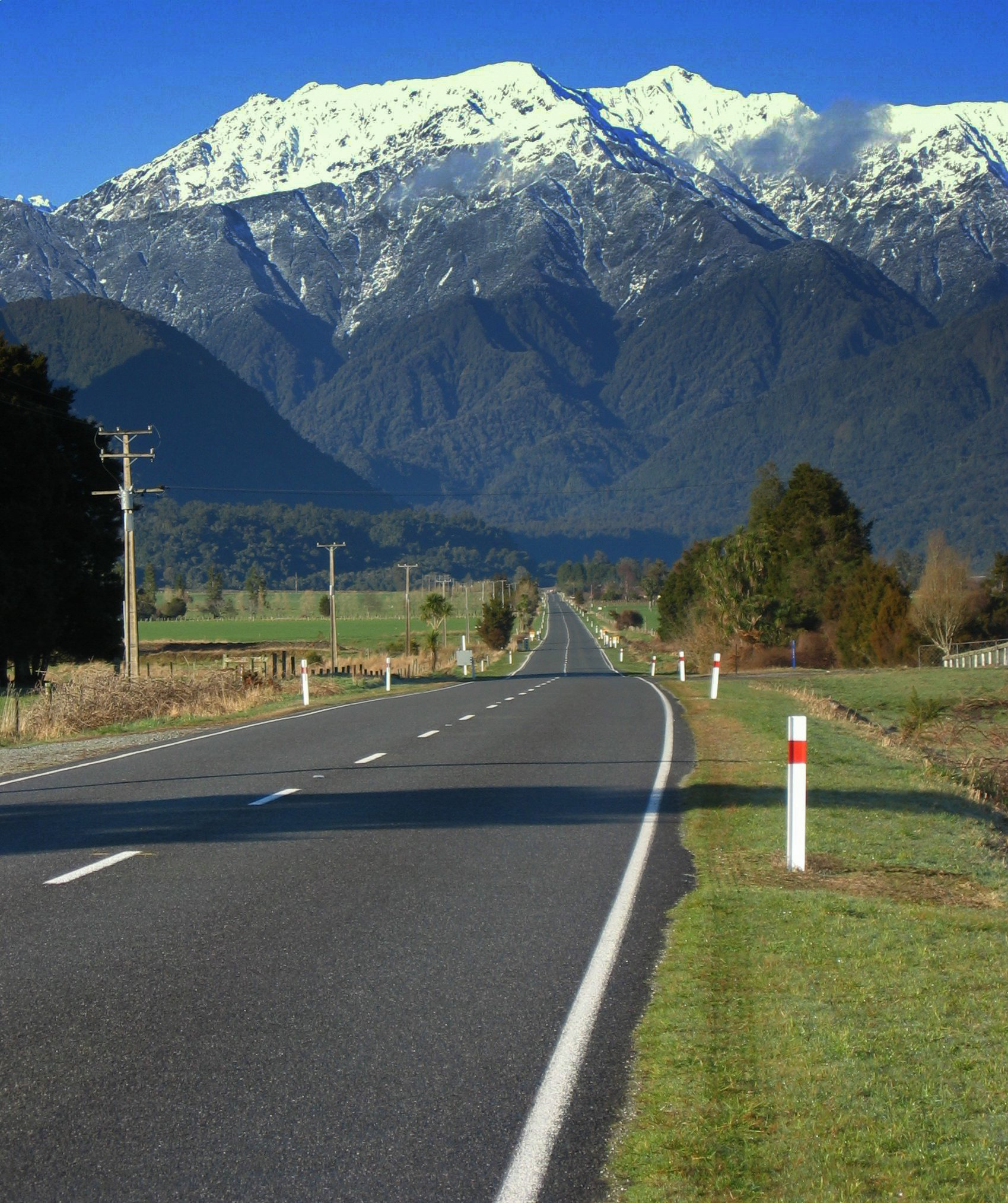
Út Hari Hari közelében
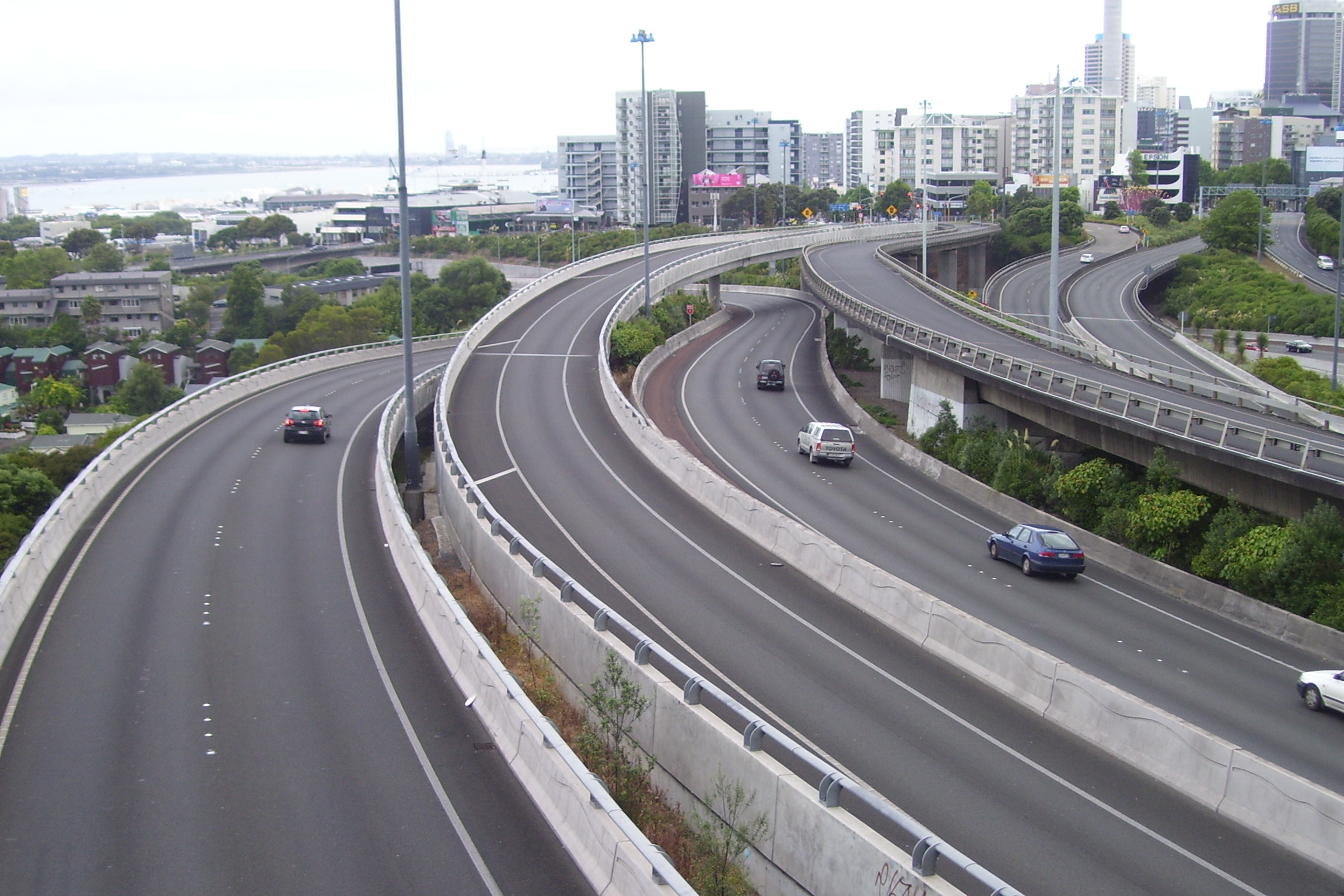
Autópálya-csomópont Aucklandben
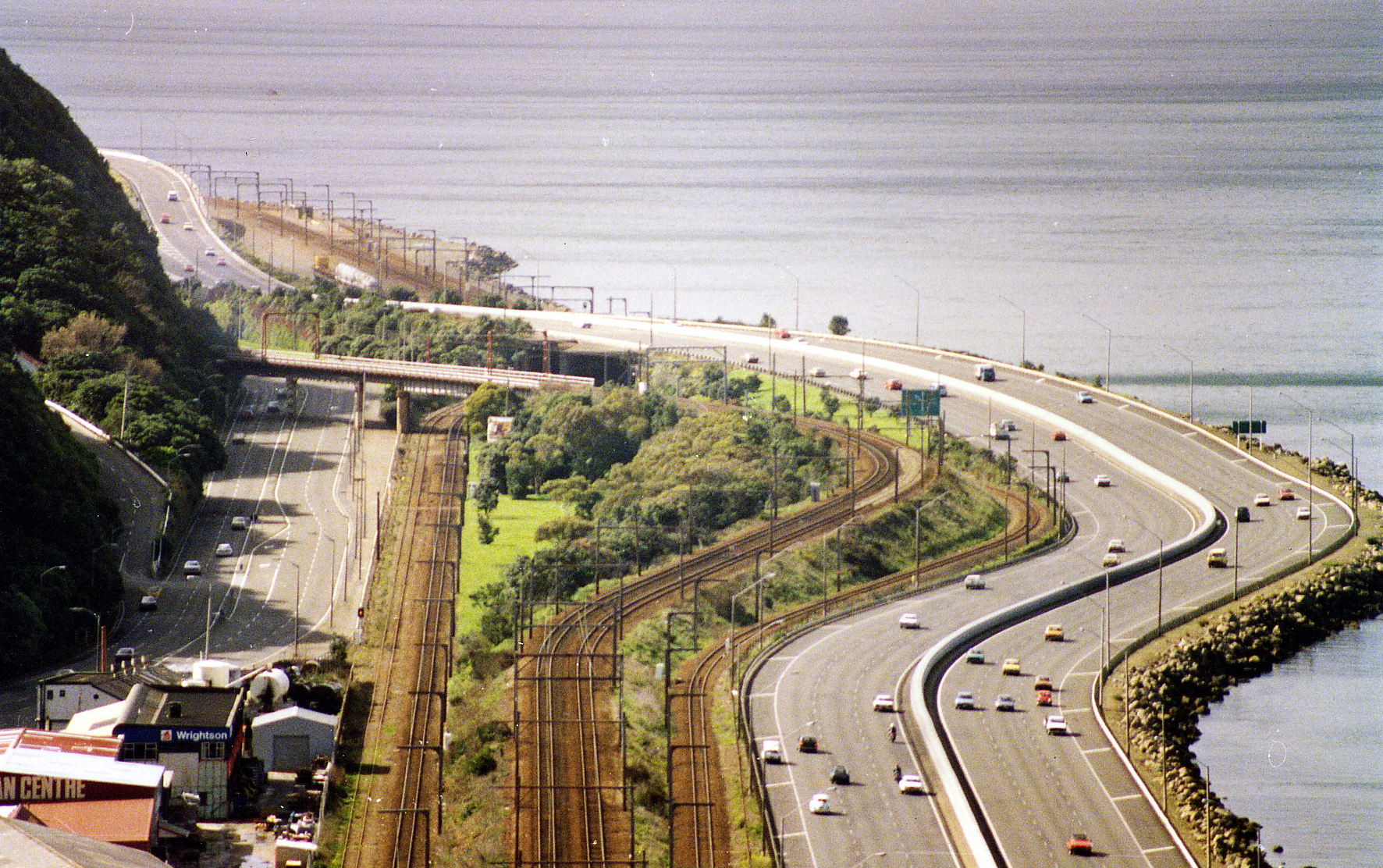
Wellington egy közlekedési útvonala
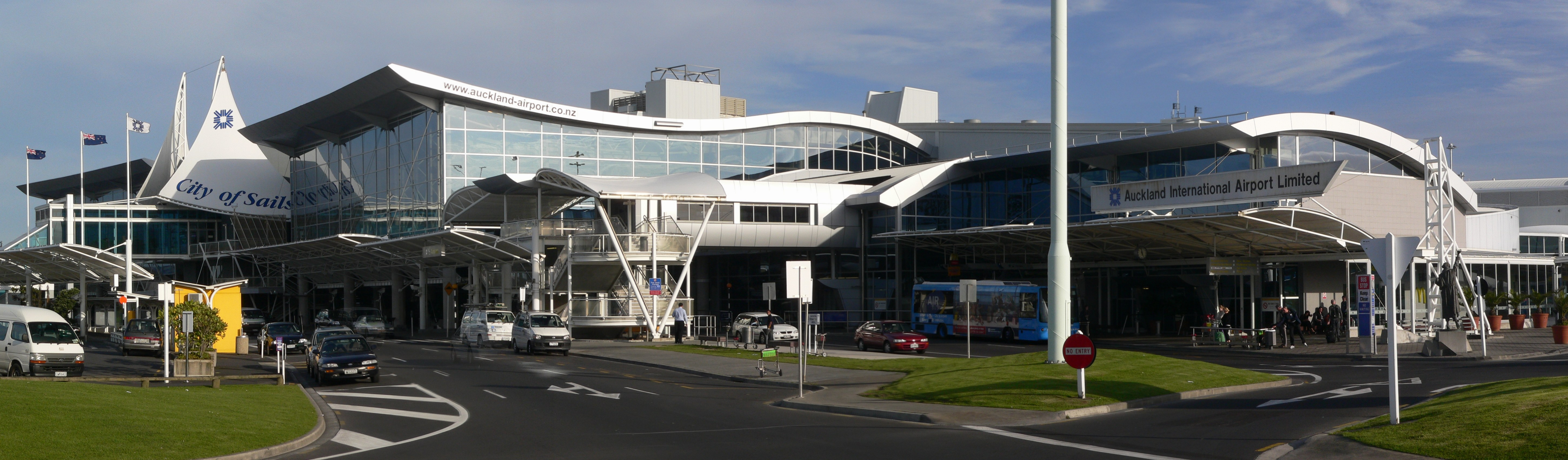
Az Aucklandi Nemzetközi Repülőtér terminálja

## Telekommunikáció
| Hívójel prefix | ZK-ZM |
| ITU zóna       | 60    |
| CQ zóna        | 32    |

## Kultúra
A maori kultúra talán leghitelesebb, belső ábrázolása volt S. Percy Smith, a Polynesian Society (Polinéziai Társaság) akkori elnökének könyve, a Lore of the Whare-wānanga, mely 1913-ban jelent meg New Plymouthban, Új-Zélandon.
Új-Zéland kultúrájáról és szellemtörténetéről is szól Nagy Emilné dr. Göllner Mária Dialog der Hemisphären (A hemiszférák párbeszéde) című műve, melynek csaknem teljes szövege magyarul is olvasható a Michaeliták c. kötet részeként.
Új-Zéland őslakosainak jelenkori életéről szól a nagy hatású Once Were Warriors (Egykoron harcosok voltak) című 1990-es könyv, és a belőle készült, világszerte bemutatott film. A történet középpontjában egy, a városi, modern élethez nehezen alkalmazkodó maori család (hisz' őseik „egykor harcosok voltak”), és annak belső konfliktusai állnak. A cselekmény a modern civilizáció, és a tradíciók ambivalens viszonyát mutatja be a szereplők küzdelmein keresztül. A maori mitológia elemeinek felhasználásával készült a 2003-ban bemutatott új-zélandi film, a Whalerider (Bálnalovas) és a hasonló című könyv. Különösen ismert, világszerte szakmai és kasszasikert aratott A Gyűrűk Ura, ami a filmtörténelem egyik legnagyobb alkotása és nagyrészt új-zélandi produkció.

### Kulturális intézmények
Az országban számos jelentős, modern, általános történelmi és természetrajzi tematikájú múzeum szolgálja elsősorban a fiatal nemzedékek tájékozódását, valamint a turisták érdeklődésének kielégítését. A legjelentősebb ilyen intézmények közé tartozik a wellingtoni Museum of New Zealand Te Papa Tongarewa, az Auckland War Memorial Museum, a Canterbury Museum Christchurch városában, az Otago Museum Dunedinben.
A világ kulturális örökségének része az UNESCO szerint a Tongariro Nemzeti Parkban található Tongariro vulkánt övező maori legendák. Lásd részletesebben a vulkánokról szóló cikk erre vonatkozó szakaszát.

### Művészetek

#### Film
Új-Zélandon született, és ott is forgatta több nagy sikerű filmjét (többek között A Gyűrűk Ura-trilógia) a háromszoros Oscar-díjas rendező-forgatókönyvíró, Peter Jackson.
Új-zélandi származású színészek közé tartozik Sam Neill, Lucy Lawless, Karl Urban, Manu Bennett, Marton Csokas, Michael Hurst és Craig Parker is.
Külön említést érdemel pár további filmcím is, amelyek a szórakoztatás mellett egyúttal az Új-Zélandi történelmi és kulturális világba is némi betekintést nyújtanak:
- Race for Yankee Zephyr - Arany a tó fenekén (1981)
- Whale Rider – A bálnalovas (2002, dráma)
- Once Were Warriors – Egykoron harcosok voltak (1994, dráma)
- The World’s Fastest Indian – A leggyorsabb Indian (2005, életrajzi dráma)
- Holt földeken(wd) (The Dead Lands) – (2014, kalandfilm a maorik történelméből)

A lenti lista azon filmeket tartalmazza, melyeket teljes egészében vagy egyes részeit, jeleneteit Új-Zélandon forgatták:
- 2017: Gyilkosság az Orient expresszen (film, 2017)
- 2015-2018: Ash vs Evil Dead
- 2018: Mission: Impossible 6
- 2016: Shannara: A jövő krónikája
- 2001: A Gyűrűk Ura: A gyűrű szövetsége
- 2015: Krampusz
- 2018: Időcsavar
- 2010-2013: Spartacus: Vér és homok
- 2017: Alien: Convenant
- 2016: A Nagy Fal
- 2009: Avatar
- 2012: A hobbit: Váratlan utazás
- 2013: A hobbit: Smaug pusztasága
- 2017: Páncélba zárt szellem
- 2014: A hobbit: Az öt sereg csatája
- 2003: A gyűrűk ura: A király visszatér
- 2005: Narnia krónikái: Az oroszlán, a boszorkány és a ruhásszekrény
- 2013: A tó tükre
- 2002: A gyűrűk ura: A két torony
- 2009: Komfortos mennyország
- 2009: X-men kezdetek: Farkas
- 2005: King Kong
- 2014: Hétköznapi vámpírok
- 2013: Gonosz halott
- 1995-1999: Herkules
- 1995-2001: Xena: A harcos hercegnő
- 1998-1999: Az ifjú Herkules kalandjai
- 1996: Törjön ki a frász!
- 2008: Narnia krónikái: Caspian herceg
- 2016: Vademberek hajszája
- 2011: A majmok bolygója: Lázadás
- 1997: Az elveszett világ: Jurassic Park
- 2012: Pi élete
- 2016: Fény az óceán felett
- 2003: Az utolsó szamuráj
- 2008-2010: A hős legendája
- 2012: Csatahajó
- 2010: Narnia krónikái: A Hajnalvándor útja
- 2011: Spartacus: Az aréna istenei
- 2007: Híd Terabithia földjére
- 2016: Elliott, a sárkány
- 2000: Jég és föld között
- 1993: Zongoralecke
- 2007: A sötétség 30 napja
- 2009: Underworld: A vérfarkasok lázadása
- 2021: Mr. Corman
- 2021: Élete a halál

### Gasztronómia

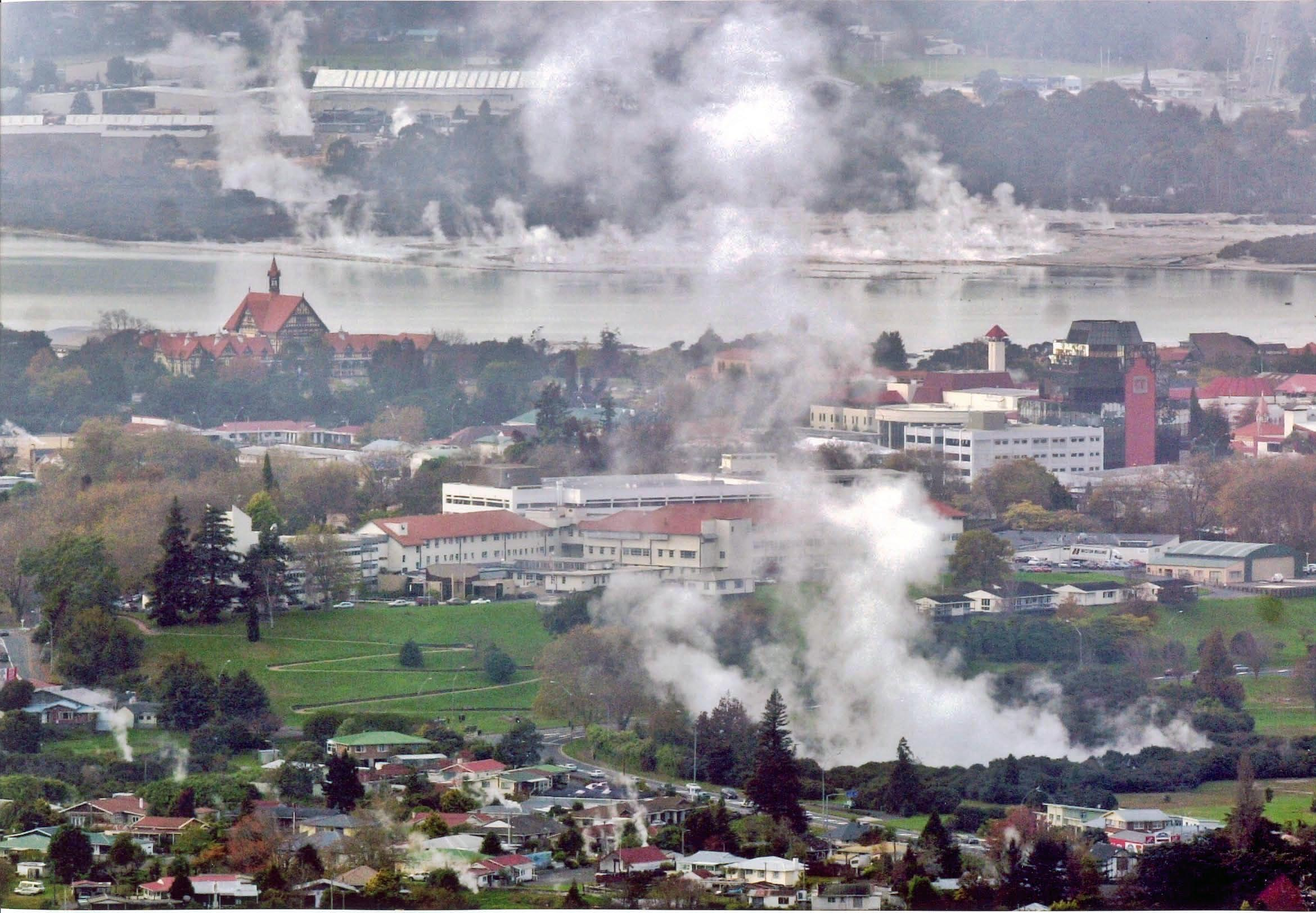
Rotorua városa a hőforrások gőzeivel

## Turizmus
A természetföldrajzi tankönyv szinte minden oldala megelevenedik. Új Zéland kiterjeszkedésében, földrajzi helyzetében szinte Olaszországhoz hasonlítható, csak a déli féltekére kivetítve. A fő turista küldő országoktól nagy távolságra és a változatos vonzerőknek tulajdonítható, hogy a turisták ebben az országban tartózkodnak a legtovább. Az átlagos tartózkodási idő 19 nap, ami a világon a leghosszabbnak tekinthető. Az utazások fajlagos értéke viszont nem kiemelkedő. Ez annak tudható be, hogy az idelátogató turisták nem a leggazdagabbak, hanem a természet- és kalandkedvelők csoportjába tartoznak.
Az ország vonzerőit (például a természetet) rendkívüli módon óvják.

## Sport

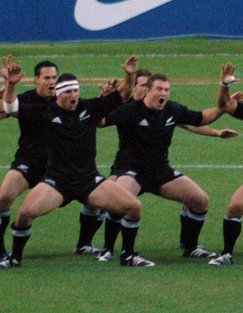
Rögbijátékosok haka-pózban. A haka a maori őslakók egyfajta kihívó hadi tánca volt

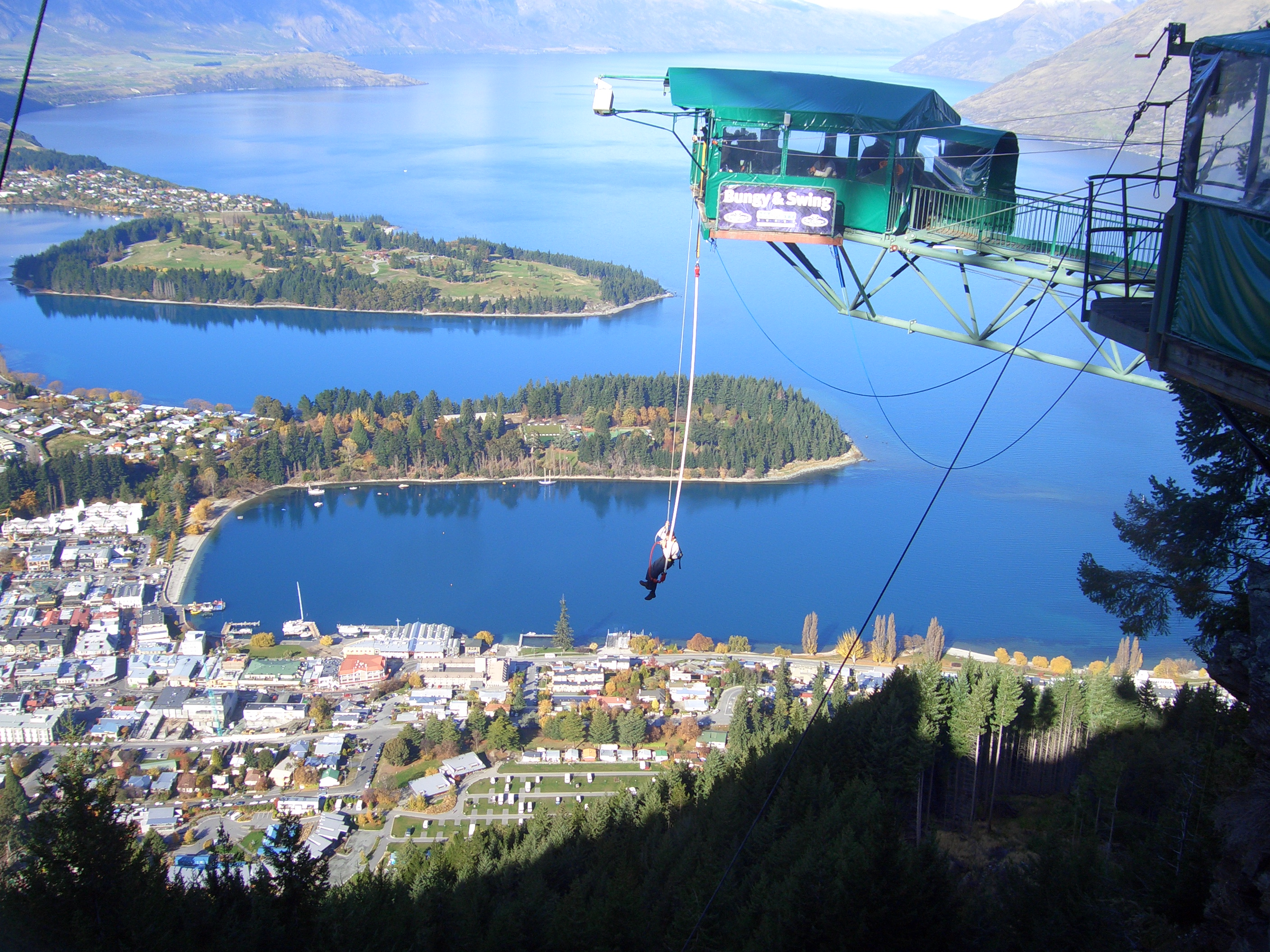
A kötélugrás egy változata Queenstown felett

Az ország nemzetközileg legismertebb csapata a rögbiválogatott, becenevükön az „All Blacks”. Az elnevezés a teljesen fekete színű mezükre utal. Kimagasló eredményeik mellett nevezetesek még arról is, hogy minden mérkőzés előtt eljárnak egy rituális maori harci táncot, az. ún. „haká”-t a csapat feltüzelésére. Ezt több filmben, illetve reklámban is megörökítették már.
Új-Zéland köztudottan az extrém sportok hazája, a vadvízi evezésen vagy a bungee jumpingon kívül számtalan lehetőséget kínál.
Rendkivül kedvelt az ún. Jet Sprint motorcsónak verseny. Ebben kanyargós épitett pályan kell végigmenni a lehető leggyorsabban, ez a gyors, de sekély folyókon való versenyzés szeliditett valtozata. A rendkivül erős, V8as autómotorokkal meghajtót kisméretű kétszemélyes motorcsónakok látványos versenye a legnépszerűbb technikai sport.
Az ország legnagyobb síterepe az Északi-szigeten emelkedő Mt. Ruapehu lejtőin található. Két szomszédos síterepről van szó, nevezetesen Turoa és Whakapapa. Mind Turoa, mind Whakapapa nagyjából 45 km-nyi gondosan kezelt sípálya. Szintén ezen a hegyen fekszik Tukino, ami már egy jóval kisebb síhely. Az Északi-sziget negyedik síterepe, Manganui „izoláltan”, a sziget délnyugati csücskében helyezkedik el. Tukinóhoz hasonlóan szintén kisebb helyről van szó. Az ország többi 20 síparadicsoma a „Déli-Alpokban”, azaz a Déli-szigeten található, ahol számtalan hegy emelkedik 2–3000 m-es magasságokba. A legkedveltebb síparadicsomok Cardrona, Mt. Hutt, Treble Cone, Coronet Peak, vagy éppen a The Remarkablest.
A WRC (Rali-világbajnokság) futamai közül már rendeztek párat a szigetországban.

### Labdarúgás
Új-Zéland tradicionálisan Óceánia egyik legerősebb és legeredményesebb csapata. Az OFC-nemzetek kupáját öt alkalommal (1973, 1998, 2002, 2008, 2016) nyerték meg. Kétszer jutottak ki a világbajnokságra, 1982-ben és 2010-ben és négyszer szerepeltek a konföderációs kupán is, ahol egyszer sem sikerült továbbjutniuk a csoportkörből.

### Formula–1
A McLaren Formula–1-es csapatot az új-zélandi Bruce McLaren alapította 1966-ban, célja nem titkoltan Enzo Ferrari legendás csapatához hasonló alakulat létrehozása volt. A McLaren a mai napig is a Scuderia Ferrari legnagyobb kihívója. A gárdánál maga is versenyzett pilótaként, azonkívül ellátta a csapatvezetői posztot, és az autók tervezésében is közreműködött. A halál is a versenypályán érte utol. Csapata ma a brit Ron Dennis birtokában van. A McLaren a Formula–1 történetének második legsikeresebb tagja, a királykategóriában megszakítás nélkül száguldottak konstrukciói az elmúlt 50 évben, ezalatt olyan neves F1-es világbajnokok versenyeztek a csapatnál, mint Niki Lauda, Alain Prost, Ayrton Senna, Mika Häkkinen, Kimi Räikkönen, Fernando Alonso, Lewis Hamilton, és a 2010-től náluk vezető Jenson Button. A McLaren azonban már angol tulajdonban van, így brit zászló alatt is van bejegyezve.

### IndyCar
Az IndyCar Series a világ legrégebbi és egyben leggyorsabb autóverseny sorozatának jelenkori leszármazottja. Az amerikai központú versenysorozat egyik legsikeresebb pilótája az új-zélandi Scott Dixon, aki 2018-ig 5 bajnoki címet gyűjtött a szériában. Dixon 2008-ban megnyerte a világ egyik legnagyobb egynapos sporteseményét, az Indianapolisi 500-at.

## Külképviselet, nagykövetség
2015. június 1-jén Szijjártó Péter jelentette be, hogy Új-Zélandon 2016. március 1-én magyar nagykövetség nyílik. A nagykövetség Wellingtonban, a fővárosban található. Az első rezidens nagykövet dr. Szabó László Zsolt.
A nagykövetség elérhetősége a következő:
E-mail cím: mission.wlg@mfa.gov.hu
Telefonszám: 00 64 4-260-3175
Irodai és postai címe: 101 Lambton Quay, Level 6, Wellington 6011, P.O. Box 697, Wellington 6140
Áder János köztársasági elnök 2016. november 14-17-én hivatalos látogatást tett az országban, ahol természetesen megtekintette a nagykövetséget is.

## Ünnepek
| Dátum               | angol neve               | magyar neve                                              |  |
| ------------------- | ------------------------ | -------------------------------------------------------- |  |
| január 1.           | New Year's Day           | Újév                                                     |  |
| január 2.           | Day after New Year's Day | Újév másnapja                                            |  |
| február 6.          | Waitangi Day             | Waitangi Day – nemzeti nap                               |  |
| változó             | Good Friday              | Nagypéntek                                               |  |
| változó             | Easter Sunday            | húsvét                                                   |  |
| változó             | Easter Monday            | húsvéthétfő                                              |  |
| április 25.         | ANZAC Day                | ANZAC-nap – az első világháborúban elesett katonák napja |  |
| július első hétfője | Queen's Birthday         | A Királynő születésnapja                                 |  |
| október 4. hétfője  | Labour Day               | Labour Day – a Munka Ünnepe                              |  |
| december 25.        | Christmas Day            | karácsony                                                |  |
| december 26.        | Boxing Day               | karácsony                                                |  |
|                     |                          |                                                          |  |

## Fordítás
- Ez a szócikk részben vagy egészben a New Zealand című angol Wikipédia-szócikk ezen változatának fordításán alapul.  Az eredeti cikk szerkesztőit annak laptörténete sorolja fel. Ez a jelzés csupán a megfogalmazás eredetét és a szerzői jogokat jelzi, nem szolgál a cikkben szereplő információk forrásmegjelöléseként.